# Bắc Anh
Miền Bắc nước Anh hay Bắc Anh (tiếng Anh: Northern England hay North of England) được xem là một khu vực văn hoá riêng. Khu vực trải dài từ biên giới với Scotland tại phía bắc đến gần sông Trent tại phía nam, song định nghĩa chính xác về ranh giới phía nam của nó có nhiều khác biệt. Bắc Anh nhìn chung bao gồm ba vùng thống kê: North East, North West và Yorkshire và Humber. Ba vùng có tổng dân số khoảng 14,9 triệu người theo điều tra nhân khẩu năm 2011, có diện tích là 37.331 km². Bắc Anh gồm phần lớn diện tích đất công viên quốc gia của Anh, song cũng có các khu vực đô thị hoá rộng lớn, trong đó có các khu thành thị Đại Manchester, Merseyside, Teesside, Tyneside, Wearside, South và West Yorkshire.
Khu vực từng thuộc quyền kiểm soát của nhiều nhóm người, từ bộ lạc Brigantes đến người La Mã, Anglo-Saxon, Celt và Dane. Sau khi người Norman chinh phục Anh vào năm 1066, các chiến dịch khuất phục miền Bắc của William nhà chinh phạt khiến khu vực bị tàn phá. Bắc Anh trải qua giao tranh biên giới Anh-Scotland cho đến khi hai vương quốc liên hiệp dưới quyền Nhà Stuart. Nhiều phát kiến của cách mạng công nghiệp bắt đầu tại Bắc Anh, và các thành phố tại đây là nơi nung nấu nhiều cải biến chính trị đi kèm với biến động xã hội này, từ chủ nghĩa công đoàn cho đến chủ nghĩa tư bản Manchester. Đến cuối thế kỷ 19 và đầu thế kỷ 20, kinh tế Bắc Anh do công nghiệp nặng chi phối, như dệt, đóng tàu, sản xuất thép và khai mỏ. Tình trạng phi công nghiệp hóa trong nửa cuối thế kỷ 20 gây khó khăn cho Bắc Anh, và nhiều đô thị tại đây vẫn còn túng quẫn so với miền Nam.
Các dự án khôi phục đô thị và chuyển đổi sang kinh tế dịch vụ dẫn đến tăng trưởng kinh tế mạnh mẽ tại một số nơi của Bắc Anh, song một sự phân chia Nam-Bắc rõ rệt vẫn tồn tại cả trong kinh tế và văn hoá. Hàng thế kỷ di cư, xâm chiếm và lao động đã định hình văn hoá miền Bắc, và khu vực giữ lại các phương ngữ, âm nhạc và ẩm thực đặc trưng.

## Định nghĩa
Nhằm mục đích quản lý và thống kê, Bắc Anh được định nghĩa là khu vực bao gồm ba vùng thống kê là North East England, North West England và Yorkshire và Humber. Khu vực này gồm các hạt nghi lễ Cheshire, Cumbria, Durham, East Riding of Yorkshire, Đại Manchester, Lancashire, Merseyside, Northumberland, North Yorkshire, South Yorkshire, Tyne and Wear và West Yorkshire, cùng với các khu vực quyền lực thống nhất North Lincolnshire và North East Lincolnshire.

Bắc Anh được định nghĩa theo các hạt lịch sử.

Các định nghĩa khác sử dụng ranh giới hạt lịch sử, theo đó miền Bắc nhìn chung gồm có Cumberland, Northumberland, Westmorland, hạt Durham, Lancashire và Yorkshire, cũng thường gồm thêm Cheshire, hoặc được vạch ra không theo ranh giới của con người mà sử dụng các đặc điểm địa lý như sông Mersey va sông Trent. Đảo Man thỉnh thoảng nằm trong định nghĩa về miền Bắc, song đảo khác biệt về chính trị và văn hoá với Anh.
Một số khu vực của Derbyshire, Nottinghamshire và Staffordshire có các đặc tính miền Bắc và bao gồm các thị trấn vệ tinh của các thành phố miền Bắc. Các thị trấn tại khu tự quản High Peak của Derbyshire được xếp vào vùng đô thị Manchester, do nó nằm gần sát thành phố Manchester, và trước đó khu tự quản được cho là bộ phận của vùng thành phố luật định Đại Manchester. Gần đây hơn, các huyện Chesterfield, North East Derbyshire, Bolsover và Derbyshire Dales hợp nhất với các huyện của South Yorkshire để hình thành vùng thành phố Sheffield, cùng với huyện Bassetlaw của Nottinghamshire, song trong toàn bộ các mục đích khác thì những huyện này vẫn thuộc về các hạt tương ứng của vùng East Midlands. Nhà địa lý Danny Dorling xếp hầu hết West Midlands và một phần của East Midlands vào định nghĩa của ông về miền Bắc, cho rằng "ý tưởng về một miền trung làm tăng nhầm lẫn thay vì sáng tỏ". Ngược lại, các định nghĩa hạn chế hơn cũng tồn tại, thường là dựa trên phạm vi của Northumbria trong lịch sử, tức loại trừ Cheshire và Lincolnshire.
Định nghĩa cá nhân về miền Bắc khác biệt rất lớn, và đôi khi được thảo luận sôi nổi. Khi được hỏi vạch một đường phân chia giữa miền Bắc và miền Nam, người miền Nam có xu hướng vẽ đường này xa hơn về phía nam so với người miền Bắc. Từ quan điểm của miền Nam, Bắc Anh đôi khi được định nghĩa một cách hài hước là khu vực phía bắc của Watford Gap giữa Northampton và Leicester – một định nghĩa sẽ bao gồm hầu hết Midlands (miền Trung). Nhiều đô thị được mô tả hoặc tự xúc tiến là "cửa ngõ miền Bắc", trong đó có Crewe, Stoke-on-Trent, và Sheffield. Đối với một số người sống tại phần cực bắc của Anh, miền Bắc bắt đầu tại đâu đó thuộc North Yorkshire quanh sông Tees – nhà thơ Yorkshire Simon Armitage đề xuất Thirsk, Northallerton hay Richmond – và không bao gồm các thành phố như Manchester và Leeds, cũng như đa số Yorkshire. Bắc Anh không phải là một đơn vị đồng nhất, và một số người bác bỏ hoàn toàn ý tưởng rằng miền Bắc tồn tại với tư cách một thực thể cố kết, cho rằng khác biệt văn hoá đáng kể khắp khu vực vượt qua bất kỳ tương đồng nào.

## Địa lý

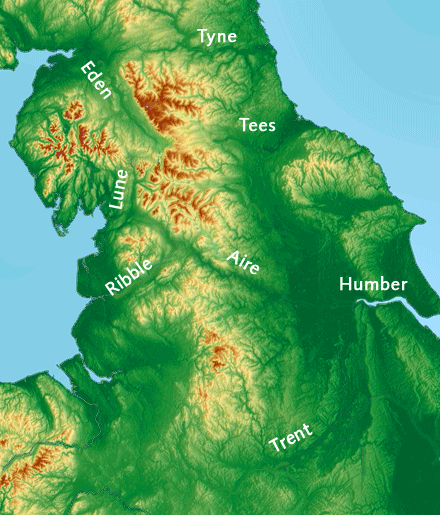
Bản đồ địa hình Bắc Anh, thể hiện dãy Pennine và các thung lũng sông.

Dãy Pennine chạy xuyên miền Bắc và thường được gọi là "xương sống của Anh", dãy này trải dài từ vùng đồi Cheviot trên biên giới với Scotland đến Peak District. Địa lý miền Bắc được định hình rất lớn từ các phiến băng thời đại Pleistocene, nó thường lan xa về phía nam đến Midlands. Sông băng tạo thành thung lũng sâu và dốc đứng tại vùng đất cao trung tâm, và khi băng tan làm lắng đọng lượng lớn vật chất tại các vùng đất thấp như các đồng bằng Cheshire và Solway. Bên sườn đông của dãy Pennine, một hồ sông băng cũ tạo thành Humberhead Levels: Một khu vực đầm lầy lớn thoát nước vào cửa sông Humber và đó là vùng đất trồng trọt rất phì nhiêu và hiệu quả.

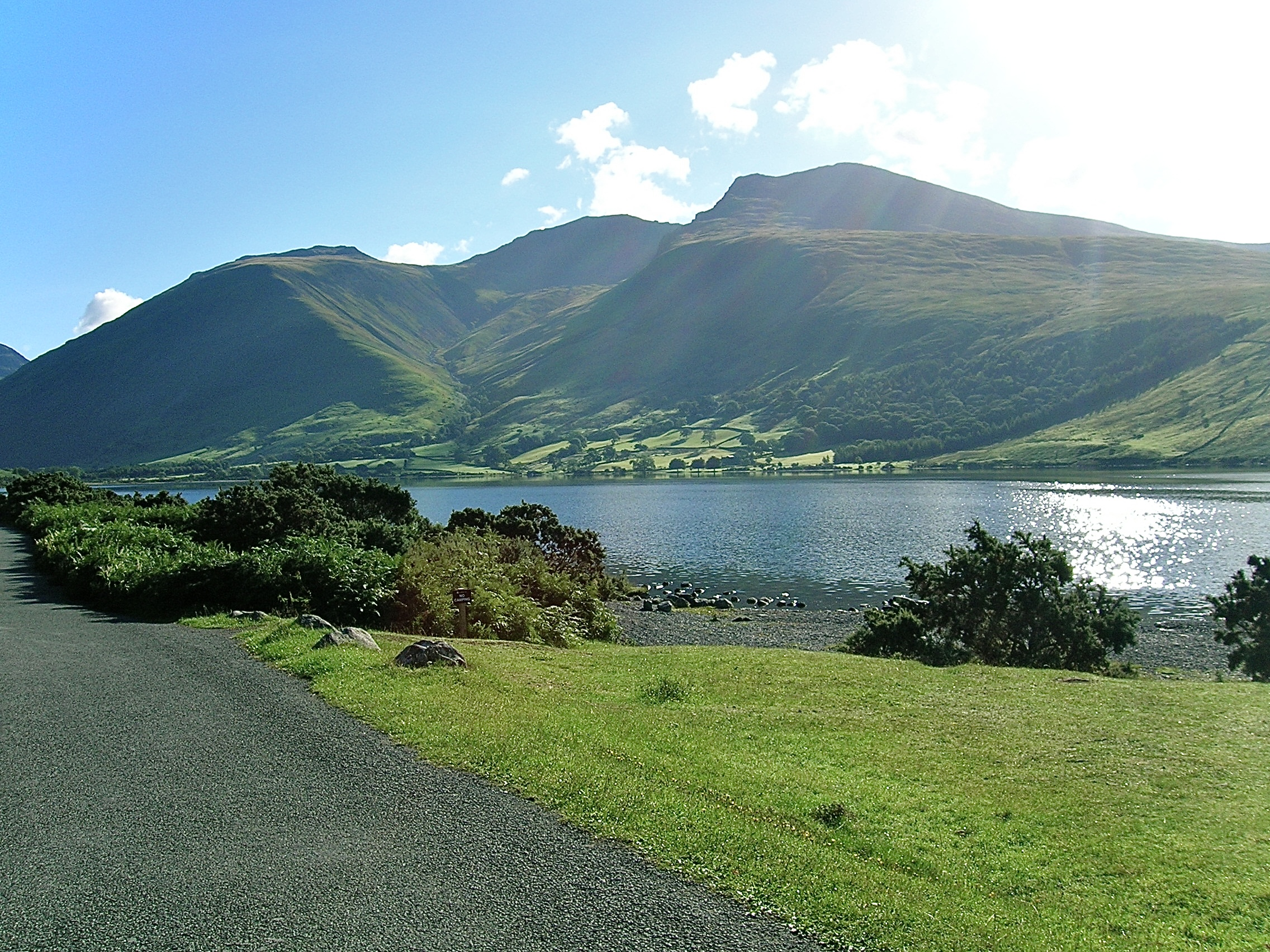
Scafell Pike là đỉnh cao nhất tại Anh, nằm sát hồ sâu nhất tại Anh là Wastwater

Phần lớn vùng cao núi non vẫn chưa được phát triển, và năm trong số mười công viên quốc gia tại Anh là Peak District, Lake District, North York Moors, Yorkshire Dales và Northumberland nằm một phần hoặc hoàn toàn tại miền Bắc.  Lake District có đỉnh cao nhất của Anh là Scafell Pike với 978 m, hồ lớn nhất tại Anh là Windermere, và hồ sâu nhất tại Anh là Wastwater.

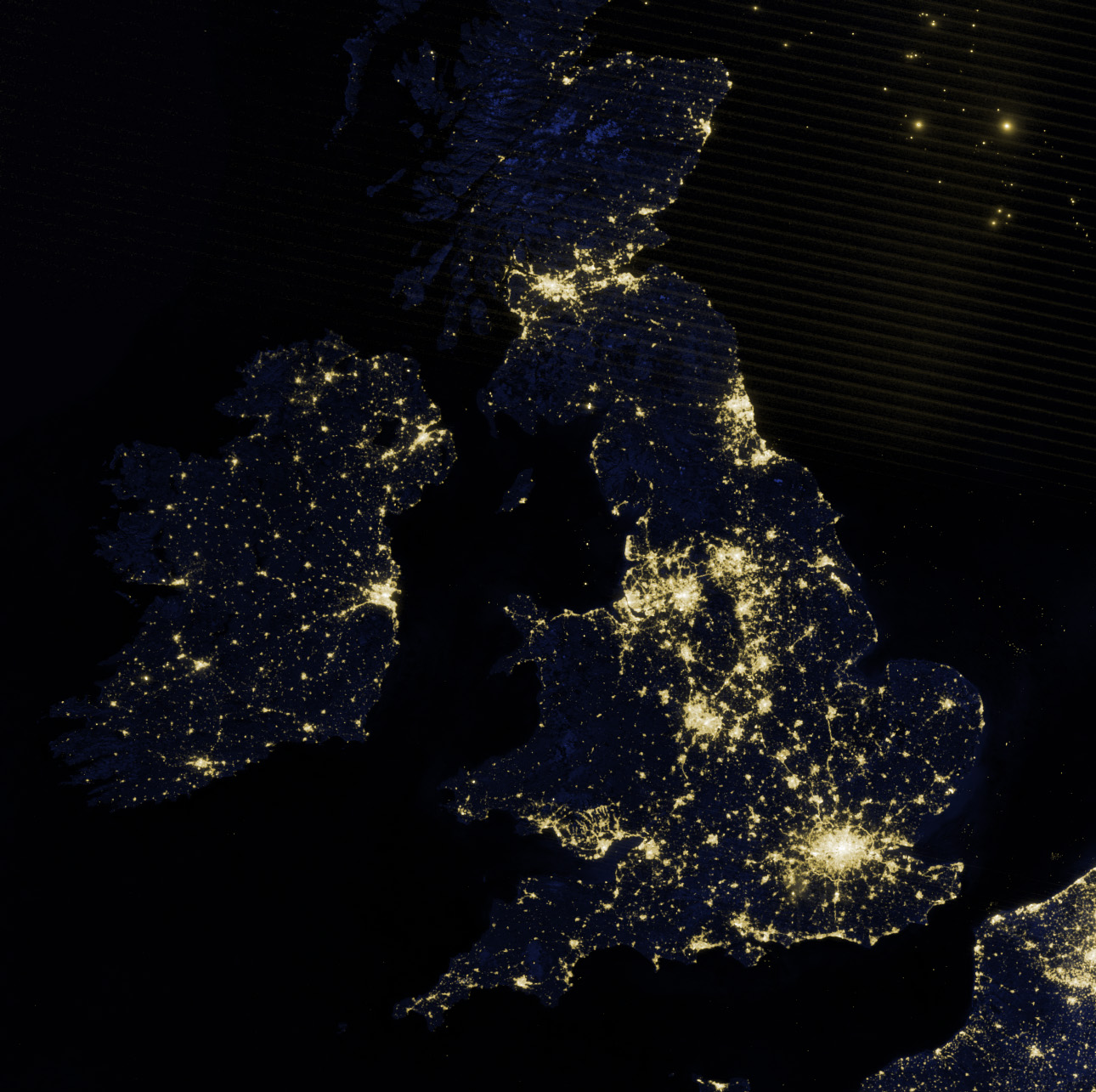
Phát triển đô thị tại miền nam dãy Pennine và bờ biển đông bắc dễ dàng nhận thấy qua ảnh vệ tinh vào ban đêm.

Các khu vực đô thị dày đặc xuất hiện dọc bờ biển và sông, và chúng gần như kề sát lẫn nhau. Nhu cầu về thương mại và công nghiệp tạo ra chuỗi đô thị hoá gần như liên tục từ bán đảo Wirral đến Doncaster, bao gồm các thành phố Liverpool, Manchester, Leeds và Sheffield, với dân số trên 7,6 triệu. Điều độc đáo trên phạm vi châu Âu của dải đô thị lớn này là ở chỗ các thành phố đều hình thành gần đây; trước khi diễn ra cách mạng công nghiệp hầu hết chúng ban đầu là các làng rải rác không có bản sắc chung. Trên bờ biển phía đông, thương mại thúc đẩy tăng trưởng của các cảng lớn như Kingston upon Hull và Newcastle upon Tyne,  và các khu thành thị ven sông Teesside, Tyneside và Wearside trở thành các đô thị lớn nhất tại North East. Bắc Anh ngày nay trở nên đô thị hoá cao độ: Phân tích của The Northern Way vào năm 2006 cho thấy 90% dân số miền Bắc sống tại một trong các vùng thành phố: Liverpool, Central Lancashire, Manchester, Sheffield, Leeds, Hull and Humber Ports, Tees Valley và Tyne and Wear. Theo điều tra nhân khẩu năm 2011, 86% dân số miền Bắc sống trong các khu vực đô thị theo định nghĩa của Văn phòng Thống kê Quốc gia, so với 82% của toàn Anh.

### Tài nguyên tự nhiên
Than bùn được phát hiện trong các lớp dày, dồi dào khắp dãy Pennine và Scottish Borders, và có nhiều mỏ than đá lớn như Great Northern, Lancashire và South Yorkshire. Cát kết đá mài (millstone grit) là một loại đá hạt thô đặc trưng được sử dụng để làm cối giã, nó phổ biến trên dãy Pennine, và nhiều loại đá khác được phản ánh trong kiến trúc của khu vực, như cát kết đỏ tươi trong các công trình tại Chester, đá York vàng sẫm và cát kết Doddington tía đặc trưng. Các loại cát kết này cũng cho thấy rằng ngoài bờ biển phía đông, hầu hết Bắc Anh có nước rất mềm, điều này có ảnh hưởng không chỉ đến công nghiệp mà còn đến việc pha trà trong vùng.
Trữ lượng quặng sắt phong phú được phát hiện tại Cumbria và North East, và fluorit cùng barit cũng dồi dào tại phần miền bắc của dãy Pennine. Khai mỏ muối tại Cheshire có lịch sử lâu dài, và hai mỏ muối đá còn lại tại Anh Quốc đều nằm tại Bắc Anh: Winsford tại Cheshire và Boulby tại North Yorkshire, mỏ Boulby cũng sản xuất một nửa potash của Anh Quốc.

### Khí hậu

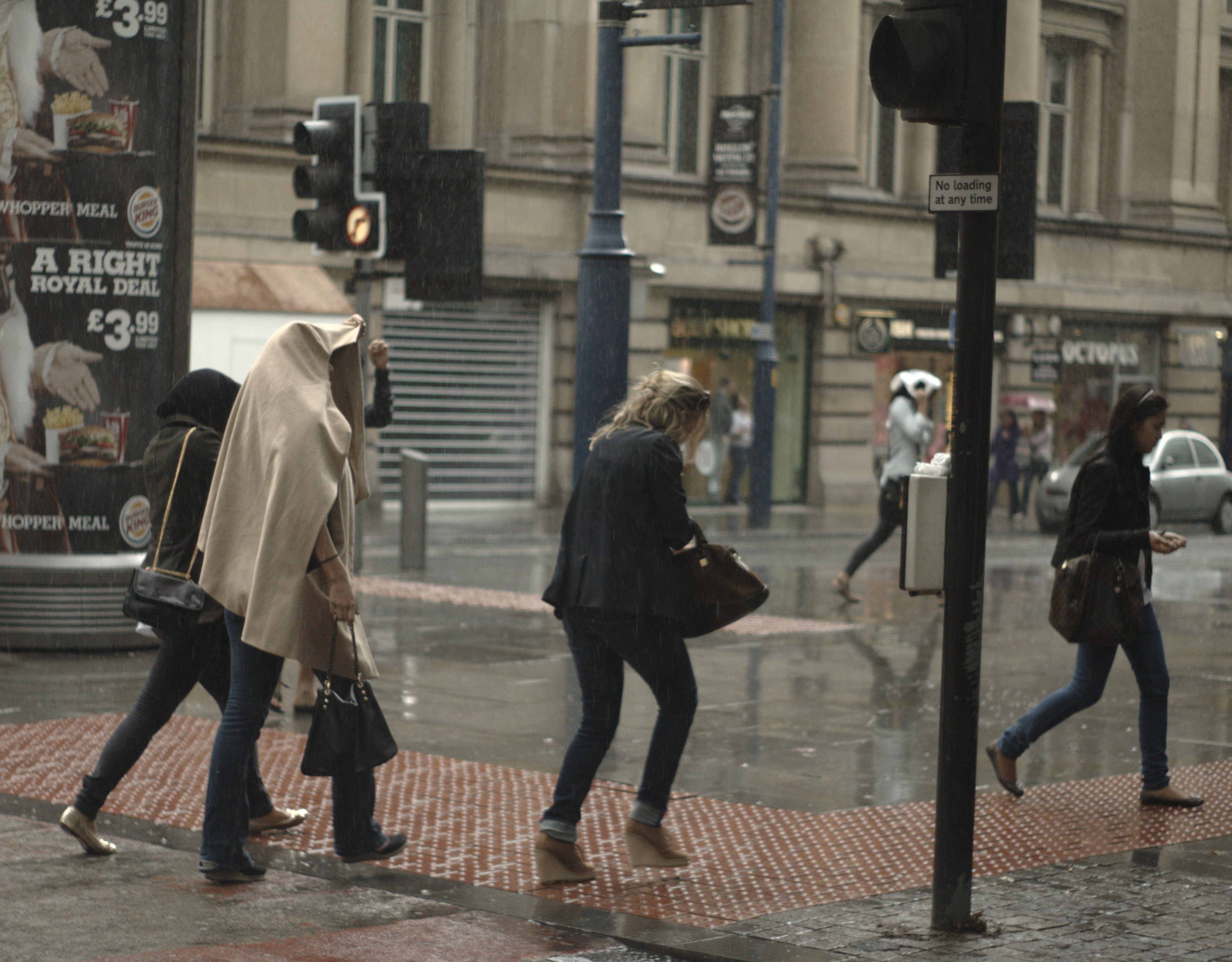
Mặc dù Manchester có tiếng là một thành phố mưa, song nó còn kém xa nơi mưa nhiều nhất tại miền Bắc.

Bắc Anh có khí hậu đại dương mát và ẩm, một số khu vực nhỏ tại vùng cao có khí hậu đại dương cận cực. Trung bình trên toàn khu vực, Bắc Anh mát hơn, ẩm ướt hơn và mây nhiều hơn so với trung bình của Anh, và có điểm lạnh nhất (Cross Fell) và nhiều mưa nhất (Seathwaite Fell) của Anh. Phạm vi nhiệt độ và thời gian nắng tương tự mức trung bình của Anh Quốc, và có ít mưa hơn đáng kể so với Scotland hay Wales. Tuy vậy, khí hậu biến đổi đáng kể khắp khu vực, chủ yếu là giữa vùng cao và vùng ven biển.
Gió thịnh hành khắp quần đảo Anh là gió tây, mang hơi ẩm từ Đại Tây Dương; do đó bờ biển phía tây thường đón gió mạnh và mưa lớn trong khi bờ biển phía đông nằm trong vùng bóng mưa sau dãy Pennine. Kết quả là bờ biển Teesside và Northumbria là những nơi khô nhất tại miền Bắc, với lượng mưa hàng năm khoảng 600 mm, trong khi nhiều nơi tại Lake District nhận trên 3200 mm. Các vùng đất thấp tại những nơi xa về miền nam hơn của Bắc Anh như Cheshire và South Yorkshire có nhiệt độ ấm hơn, nhiệt độ trung bình tháng 7 là trên 21 °C, trong khi các đỉnh cao nhất trên dãy Pennine và Lake District chỉ đạt 17 °C. Khu vực có tiếng là mây mù, đặc biệt là bờ biển phía đông do phải trải qua sương mù biển đặc trưng gọi là fret – song Đạo luật làm sạch không khí 1956 và suy thoái công nghiệp nặng giúp gia tăng thời gian nắng tại các khu vực đô thị trong những năm gần đây.
| Dữ liệu khí hậu của Khu vực khí hậu England N, 1981–2010 | Dữ liệu khí hậu của Khu vực khí hậu England N, 1981–2010 | Dữ liệu khí hậu của Khu vực khí hậu England N, 1981–2010 | Dữ liệu khí hậu của Khu vực khí hậu England N, 1981–2010 | Dữ liệu khí hậu của Khu vực khí hậu England N, 1981–2010 | Dữ liệu khí hậu của Khu vực khí hậu England N, 1981–2010 | Dữ liệu khí hậu của Khu vực khí hậu England N, 1981–2010 | Dữ liệu khí hậu của Khu vực khí hậu England N, 1981–2010 | Dữ liệu khí hậu của Khu vực khí hậu England N, 1981–2010 | Dữ liệu khí hậu của Khu vực khí hậu England N, 1981–2010 | Dữ liệu khí hậu của Khu vực khí hậu England N, 1981–2010 | Dữ liệu khí hậu của Khu vực khí hậu England N, 1981–2010 | Dữ liệu khí hậu của Khu vực khí hậu England N, 1981–2010 | Dữ liệu khí hậu của Khu vực khí hậu England N, 1981–2010 |
| Tháng                                                    | 1                                                        | 2                                                        | 3                                                        | 4                                                        | 5                                                        | 6                                                        | 7                                                        | 8                                                        | 9                                                        | 10                                                       | 11                                                       | 12                                                       | Năm                                                      |
| -------------------------------------------------------- | -------------------------------------------------------- | -------------------------------------------------------- | -------------------------------------------------------- | -------------------------------------------------------- | -------------------------------------------------------- | -------------------------------------------------------- | -------------------------------------------------------- | -------------------------------------------------------- | -------------------------------------------------------- | -------------------------------------------------------- | -------------------------------------------------------- | -------------------------------------------------------- | -------------------------------------------------------- |
| Trung bình ngày tối đa °C (°F)                           | 6.4 (43.5)                                               | 6.6 (43.9)                                               | 8.8 (47.8)                                               | 11.4 (52.5)                                              | 14.7 (58.5)                                              | 17.3 (63.1)                                              | 19.4 (66.9)                                              | 19.1 (66.4)                                              | 16.5 (61.7)                                              | 12.8 (55.0)                                              | 9.1 (48.4)                                               | 6.7 (44.1)                                               | 12.4 (54.3)                                              |
| Tối thiểu trung bình ngày °C (°F)                        | 0.7 (33.3)                                               | 0.6 (33.1)                                               | 2.1 (35.8)                                               | 3.4 (38.1)                                               | 6.0 (42.8)                                               | 8.9 (48.0)                                               | 11.0 (51.8)                                              | 10.9 (51.6)                                              | 8.9 (48.0)                                               | 6.2 (43.2)                                               | 3.2 (37.8)                                               | 0.9 (33.6)                                               | 5.3 (41.5)                                               |
| Lượng Giáng thủy trung bình mm (inches)                  | 94.1 (3.70)                                              | 69.2 (2.72)                                              | 75.2 (2.96)                                              | 64.9 (2.56)                                              | 61.0 (2.40)                                              | 71.9 (2.83)                                              | 72.3 (2.85)                                              | 82.4 (3.24)                                              | 80.8 (3.18)                                              | 100.6 (3.96)                                             | 98.1 (3.86)                                              | 99.2 (3.91)                                              | 969.8 (38.18)                                            |
| Số ngày giáng thủy trung bình (≥ 1 mm)                   | 14.2                                                     | 11.1                                                     | 12.5                                                     | 10.9                                                     | 10.5                                                     | 10.7                                                     | 10.7                                                     | 11.5                                                     | 10.9                                                     | 13.6                                                     | 14.3                                                     | 13.7                                                     | 144.5                                                    |
| Số giờ nắng trung bình tháng                             | 49.4                                                     | 70.5                                                     | 101.9                                                    | 142.4                                                    | 182.8                                                    | 166.7                                                    | 175.6                                                    | 164.0                                                    | 126.7                                                    | 94.0                                                     | 58.7                                                     | 43.5                                                     | 1.376,2                                                  |
| Nguồn: Met Office                                        |                                                          |                                                          |                                                          |                                                          |                                                          |                                                          |                                                          |                                                          |                                                          |                                                          |                                                          |                                                          |                                                          |

## Lịch sử

### Miền Bắc thời tiền sử

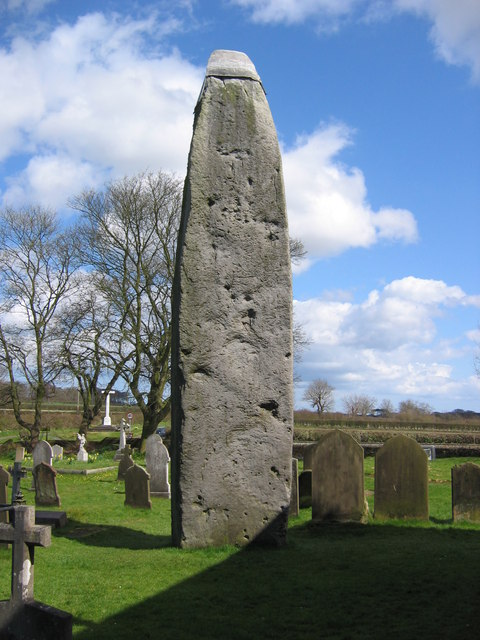
Đá nguyên khối Rudston có niên đại từ cuối thời đồ đá mới hoặc đầu đồ đồng, là cự thạch cao nhất trên đảo Anh.

Vào kỷ băng hà, Bắc Anh bị các phiến băng bao phủ, và có ít bằng chứng còn lại về việc con người cư trú, hoặc là vì khí hậu khiến con người không sống được trong khu vực, hoặc là vì quá trình đóng băng đã tàn phá hầu hết chứng cứ về hoạt động của con người. Tranh hang động nằm xa nhất về phía bắc của châu Âu được phát hiện tại Creswell Crags thuộc miền bắc Derbyshire, gần Sheffield hiện nay, chúng cho thấy dấu hiệu người Neanderthal cư trú từ 50 đến 60 nghìn năm trước, cũng như cho thấy một sự định cư gần đây hơn mang tên văn hoá Creswellian từ khoảng 12.000 năm trước. Hang Kirkwell tại Lower Allithwaite, Cumbria cho thấy dấu hiệu của văn hoá Federmesser thuộc thời đồ đá cũ, và có người ở vào thời điểm nào đó trong khoảng 13.400 đến 12.800 năm trước.
Định cư với quy mô đáng kể có lẽ bắt đầu vào thời đồ đá giữa, Star Carr tại North Yorkshire thường được cho là công trình kỷ niệm quan trọng nhất trong giai đoạn này. Di chỉ Star Carr có ngôi nhà cổ nhất được biết đến của Anh Quốc, từ khoảng 9000 TCN, và chứng cứ sớm nhất về nghề mộc dưới dạng một thân cây bị đục từ 11000 TCN.
Các vùng truông Lincolnshire và Yorkshire quanh cửa sông Humber có người định cư và trồng trọt vào thời đồ đồng, và ba chiếc tàu Ferriby được phát hiện gần Hull vào năm 1937 và nằm trong số các phát hiện được bảo quản tốt nhất của thời kỳ này. Tại các vùng Peak District lắm núi hơn, các đỉnh đồi có hào lũy bao quanh (hillfort) là khu định cư chính vào thời đồ đồng và dân địa phương có khả năng cao nhất là sống bằng chăn nuôi.

### Thời đồ sắt và La Mã

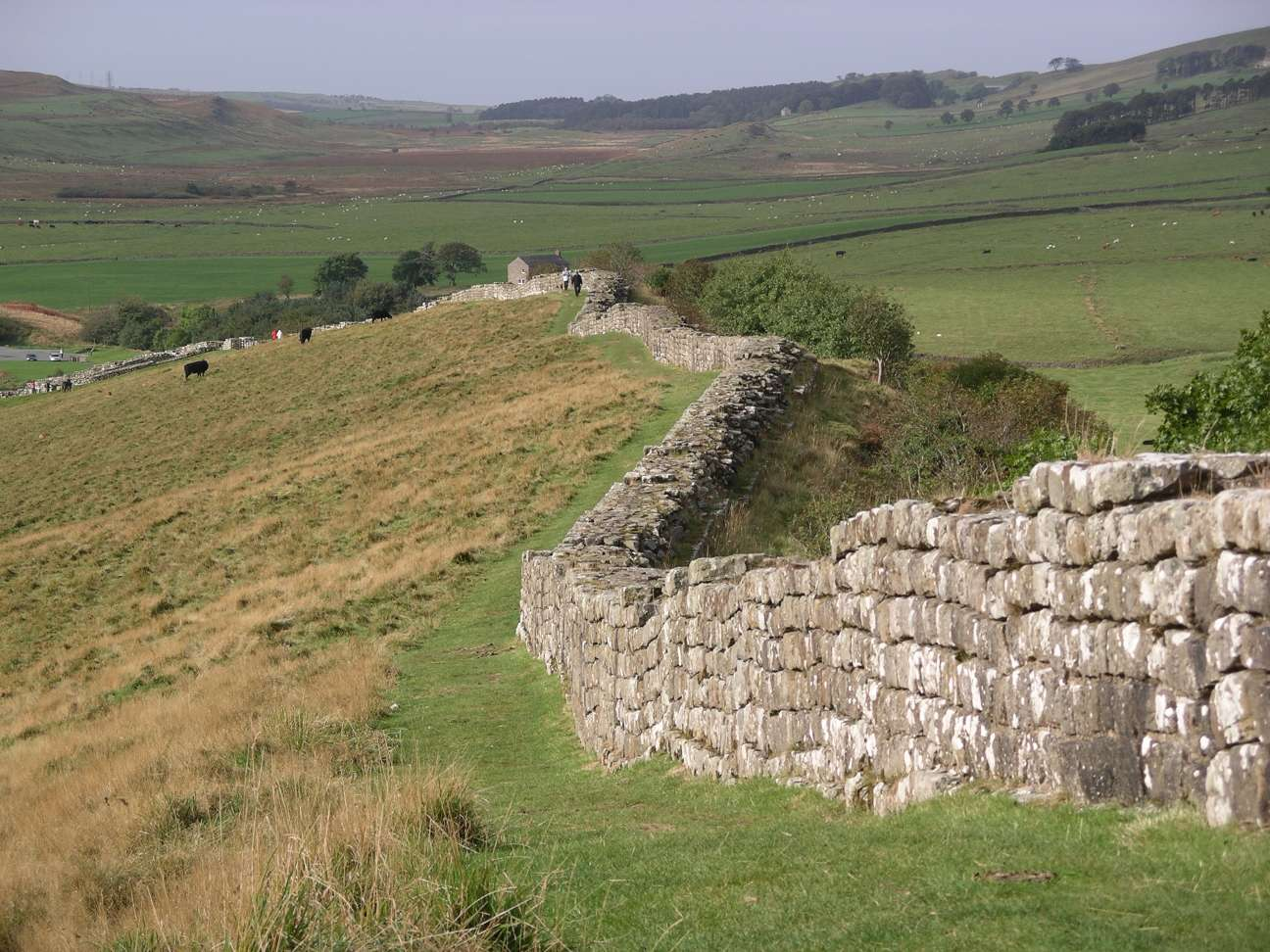
Tường Hadrian, là một trong các tàn tích thời La Mã nổi tiếng nhất tại Bắc Anh, nay là một di sản thế giới

Sử học La Mã đặt tên cho bộ lạc Celt chiếm giữ phần lớn Bắc Anh là Brigantes, có vẻ nghĩa là "người vùng cao". Vấn đề Brigantes là một nhóm thống nhất hoặc là một liên minh lỏng lẻo của các bộ lạc quanh dãy Pennine vẫn còn tranh luận, song tên gọi có vẻ được các cư dân trong khu vực chấp thuận, khu vực được người La Mã gọi là Brigantia. Các bộ lạc khác được đề cập trong cổ sử, có thể là bộ phận của Brigantes hoặc dân tộc riêng, là Carvetii tại Cumbria ngày nay và Parisi tại đông Yorkshire.
Người Brigantes liên minh với Đế quốc La Mã trong quá trình đế quốc này chinh phục đảo Anh: Tacitus viết rằng họ trao thủ lĩnh kháng chiến Caratacus của bộ lạc Catuvellauni tại miền Nam cho La Mã vào năm 51. Đấu tranh quyền lực trong bộ lạc Brigantes khiến người La Mã cảnh giác, và bộ lạc bị chinh phục trong một cuộc chiến bắt đầu vào thập niên 70 dưới quyền Quintus Petillius Cerialis. Người La Mã lập ra tỉnh "Britannia Inferior" (Hạ Anh) tại miền Bắc, và trị sở cai quản nằm tại thành phố Eboracum (nay là York). Eboracum và Deva Victrix (nay là Chester) là những căn cứ quân sự chính trong khu vực, các công sự nhỏ hơn gồm có Mamucium (Manchester) và Cataractonium (Catterick). Britannia Inferior trải rộng về phía bắc đến tường Hadrian, đây cũng là biên giới cực bắc của Đế quốc La Mã. Mặc dù người La Mã xâm chiếm Northumberland ngày nay và một bộ phận của Scotland nằm bên ngoài tường, song họ chưa từng chinh phục thành công vùng đất bên kia sông Tyne.

### Anglo-Saxon và Viking

Đảo Anh vào năm 878:
Northumbria
Các bộ lạc Anglo-Saxon khác
Danelaw
Celt

Sau khi kết thúc thời kỳ La Mã cai trị đảo Anh và người Angle tiến đến, Yr Hen Ogledd ("bắc cũ") được phân thành các vương quốc kình địch nhau, Bernicia, Deira, Rheged và Elmet. Bernicia kiểm soát lãnh thổ phía bắc sông Tees, Deira gần tương đương với nửa đông của Yorkshire hiện nay, Rheged tương đương Cumbria, và Elmet ứng với nửa tây của Yorkshire. Bernicia và Deira đầu tiên thống nhất thành Northumbria dưới quyền Aethelfrith, ông là quốc vương của Bernicia và chinh phục Deira vào khoảng năm 604. Northumbria sau đó trải qua một thời kỳ hoàng kim về văn hoá, học thuật và hoạt động tu viện, tập trung tại đảo Lindisfarne và được giúp đỡ từ các thầy tu Ireland. Phần tây bắc của Anh duy trì các vết tích của văn hoá Celt, và có ngôn ngữ Celt riêng là tiếng Cumbria, chủ yếu được nói tại Cumbria cho đến khoảng thế kỷ 12.
Một phần miền bắc và miền đông của Anh chịu quyền kiểm soát của người Dane (Danelaw) trong thời đại Viking, song phần phía bắc của Vương quốc Northumbria duy trì dưới quyền kiểm soát của người Anglo-Saxon. Dưới quyền người Viking, các tu viện phần lớn bị triệt hạ, và phát hiện đồ bồi táng trong các khu đất nhà thờ tại miền Bắc gợi ý rằng nghi thức tang lễ Norse thay thế nghi thức tang lễ Cơ Đốc giáo trong một thời gian. Người Viking kiểm soát các khu vực nhất định, đặc biệt là quanh Yorkshire, và được nhớ đến trong từ nguyên của nhiều địa danh: thorpe trong tên gọi các thị trấn như Cleethorpes và Scunthorpe, kirk trong Kirklees và Ormskirk và by trong Whitby và Grimsby đều có gốc Norse.

### Norman chinh phục và Trung cổ

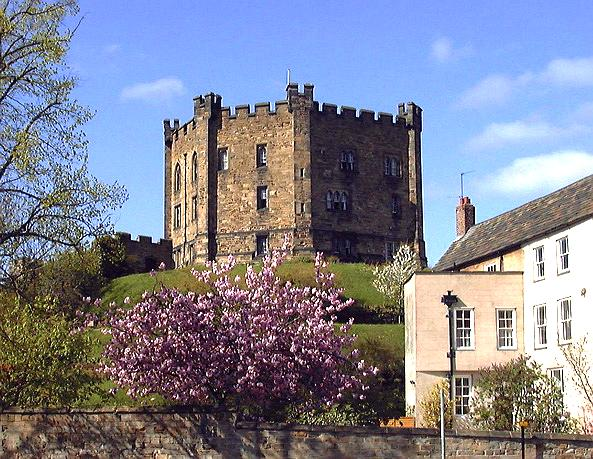
Lâu đài Durham là biểu trưng cho quyền lực của người Norman tại miền Bắc

Năm 1066, Quốc vương Na Uy Harald Hardrada thất bại trước cuốc vương người Anglo-Saxon là Harold Godwinson trong trận Stamford Bridge gần York, đánh dấu bắt đầu kết thúc thời kỳ người Viking cai trị tại Anh. Gần như ngay sau đó Godwinson lại thất bại dưới tay quân chủ người Norman William nhà chinh phục trong trận Hastings, lật đổ trật tự Anglo-Saxon. Giới quý tộc Northumbria và Dane kháng cự cuộc chinh phục của người Norman, và nhằm kết thúc khởi nghĩa, William ra lệnh tiến hành các chiến dịch khằm khuất phục miền Bắc. Vào mùa đông 1069–1070, các thị trấn, làng mạc và trang trại bị tàn phá có hệ thống trên phần lớn Yorkshire cũng như miền bắc Lancashire và hạt Durham. Khu vực lâm vào nạn đói và phần lớn Bắc Anh bị bỏ hoang. Các biên niên sử đương thời ghi rằng một trăm nghìn người chết – các ước tính hiện đại đưa ra tổng số vào khoảng hàng chục nghìn, trong khi dân số là hai triệu. Khi Sách Domesday được biên soạn vào năm 1086, phần lớn Bắc Anh vẫn được thuật là đất hoang, song điều này có thể chỉ đúng một phần do những người biên soạn tập trung nhiều hơn vào đất trồng trang viên, ít chú ý đến các vùng chăn nuôi.

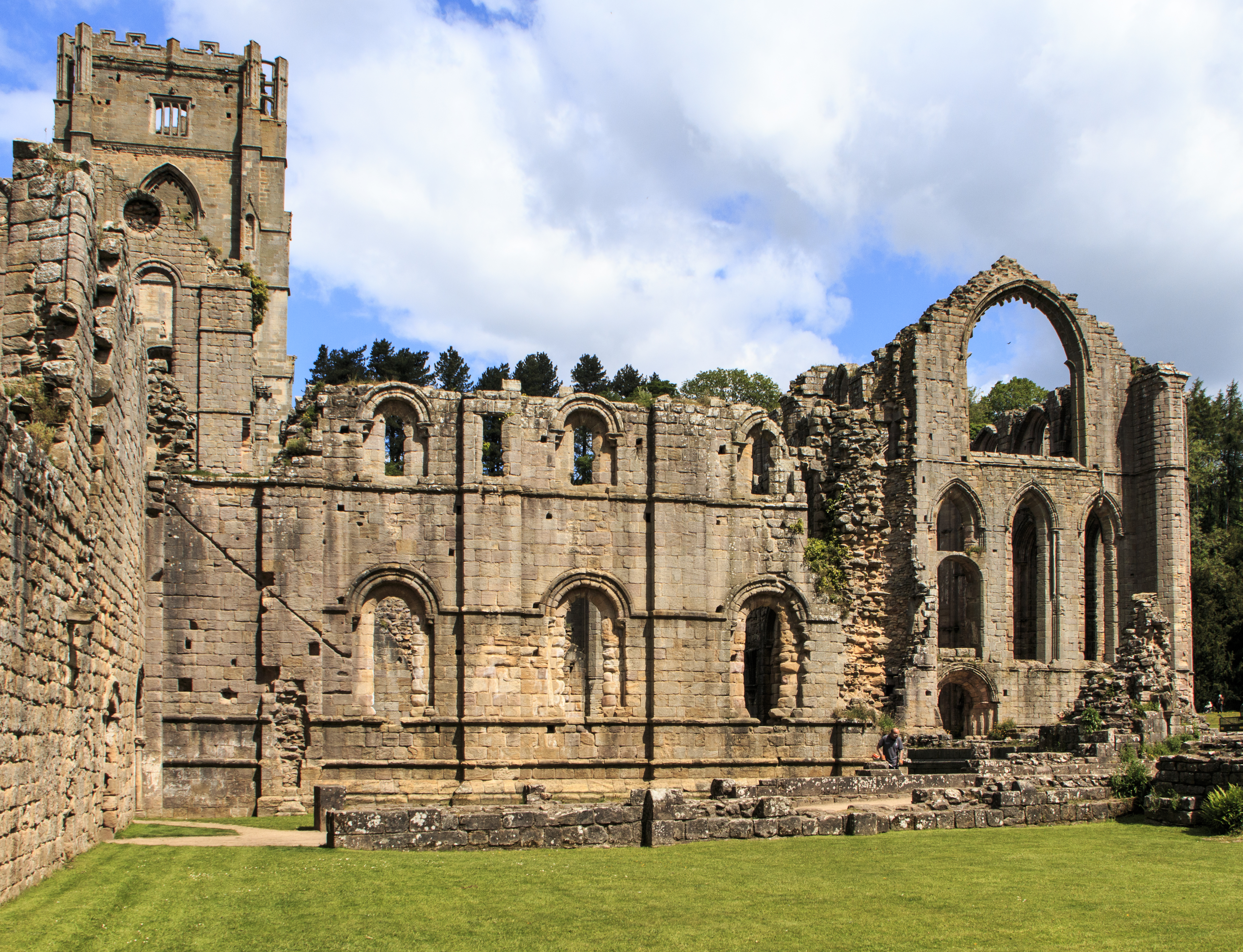
Tàn tích của Tu viện Fountains, nay cũng là một di sản thế giới

Sau khi bị người Norman khuất phục, các tu viện trở lại miền Bắc khi họ tìm cách "định cư nơi hoang vắng". Các dòng tu viện như Dòng Xitô trở nên quan trọng trong kinh tế Bắc Anh – Tu viện Fountains của Dòng Xitô tại North Yorkshire trở thành tu viện lớn nhất và giàu có nhất miền Bắc, và vẫn duy trì vị thế này cho đến khi Henry VIII cho giải thể các tu viện vào năm 1536-1541. Một làn sóng nhập cư đáng kể của người Flanders theo sau cuộc chinh phục, có vẻ như họ đến cư trú tại phần lớn vùng Cumbria bị tàn phá, đến mức thị trấn Beverley tại East Yorkshire vẫn có một khu đảo dân tộc gọi là Flemingate vào thế kỷ 13.
Trong thời kỳ hỗn loạn tại Anh năm 1135–54, Scotland xâm lăng Bắc Anh và đoạt lấy phần lớn lãnh thổ về phía bắc của Durham. Theo hoà ước năm 1139, Vương tử Henry của Scotland được phong làm Bá tước Northumberland và giữ các hạt Cumberland, Westmorland và Northumbria. Anh lấy lại quyền kiểm soát các lãnh thổ này vào năm 1157, lập ra hầu hết biên giới Anh –Scotland hiện đại. Bạo lực cũng diễn ra tại khu vực trong Chiến tranh Hoa Hồng, bao gồm trận Wakefield quyết định. Mặc dù có quan điểm cuộc chiến là xung đột giữa Lancashire và Yorkshire, song Nhà Lancaster tuyển lính khắp Bắc Anh, bao gồm cả Yorkshire, trong khi hầu hết sức mạnh của Nhà York là từ Nam Anh, Wales và Ireland. Các cuộc chiến giữa Anh và Scotland cũng ảnh hưởng đến khu vực, và chỉ trong 400 năm, Berwick-upon-Tweed – nay là thị trấn cực bắc của Anh – qua tay hơn chục lần. Các cuộc chiến cũng khiến hàng nghìn người Scots định cư tại phía nam biên giới, chủ yếu là tại các hạt biên giới và Yorkshire.

### Thời cận đại
Sau khi Giáo hội Anh ly khai Giáo hoàng, miền Bắc xảy ra một số cuộc khởi nghĩa Công giáo, trong đó có khởi nghĩa Lincolnshire, khởi nghĩa Bigod tại Cumberland và Westmorland, và lớn nhất là "Hành hương Grace" có căn cứ tại Yorkshire, đều nhằm chống lại Henry VIII. Con gái ông là Elizabeth I phải đối diện với một cuộc khởi nghĩa khác mang tên Nổi dậy phương Bắc. Khu vực trở thành trung tâm của tình trạng không quy phục Anh giáo vì các gia đình Công giáo ưu tú tại Cumbria, Lancashire và Yorkshire từ chối cải sang Tin Lành. Quyền lực hoàng gia đối với khu vực được thực hiện thông qua Hội đồng miền Bắc tại King's Manor, York, được thành lập vào năm 1484 thời Richard III. Hội đồng tồn tại không liên tục trong hai trăm năm sau đó, hiện thân cuối cùng của nó được tạo ra sau "Hành hương Grace" và chủ yếu là một tổ chức thiết lập trật tự và xét xử tư pháp.
Bắc Anh là một trọng điểm giao tranh trong Chiến tranh Ba Vương quốc. Các hạt biên giới bị Scotland xâm lăng trong Chiến tranh giám mục lần thứ hai, và theo Hiệp ước Ripon năm 1640 Quốc vương Charles I bị buộc phải tạm thời nhượng Northumberland và hạt Durham cho người Scots và trả tiền để duy trì quân đội Scotland tại đó. Nhằm kiếm đủ ngân quỹ và phê chuẩn hoà ước chung cuộc, Charles đã phải triệu tập cơ cấu được gọi là Nghị viện Trường kỳ (Long Parliament), bắt đầu quá trình dẫn tới Nội chiến Anh lần thứ nhất (1642–1646). Năm 1641, Nghị viện Trường kỳ bãi bỏ Hội đồng phương Bắc vì điều được cho là lạm quyền trong giai đoạn Charles I cai trị cá nhân (1629-1640). Đến khi chiến tranh bùng phát vào năm 1642, Quốc vương Charles chuyển triều đình của mình đến York, và Bắc Anh trở thành một căn cứ chính của lực lượng bảo hoàng cho đến khi họ thua trận Marston Moor.

### Cách mạng công nghiệp

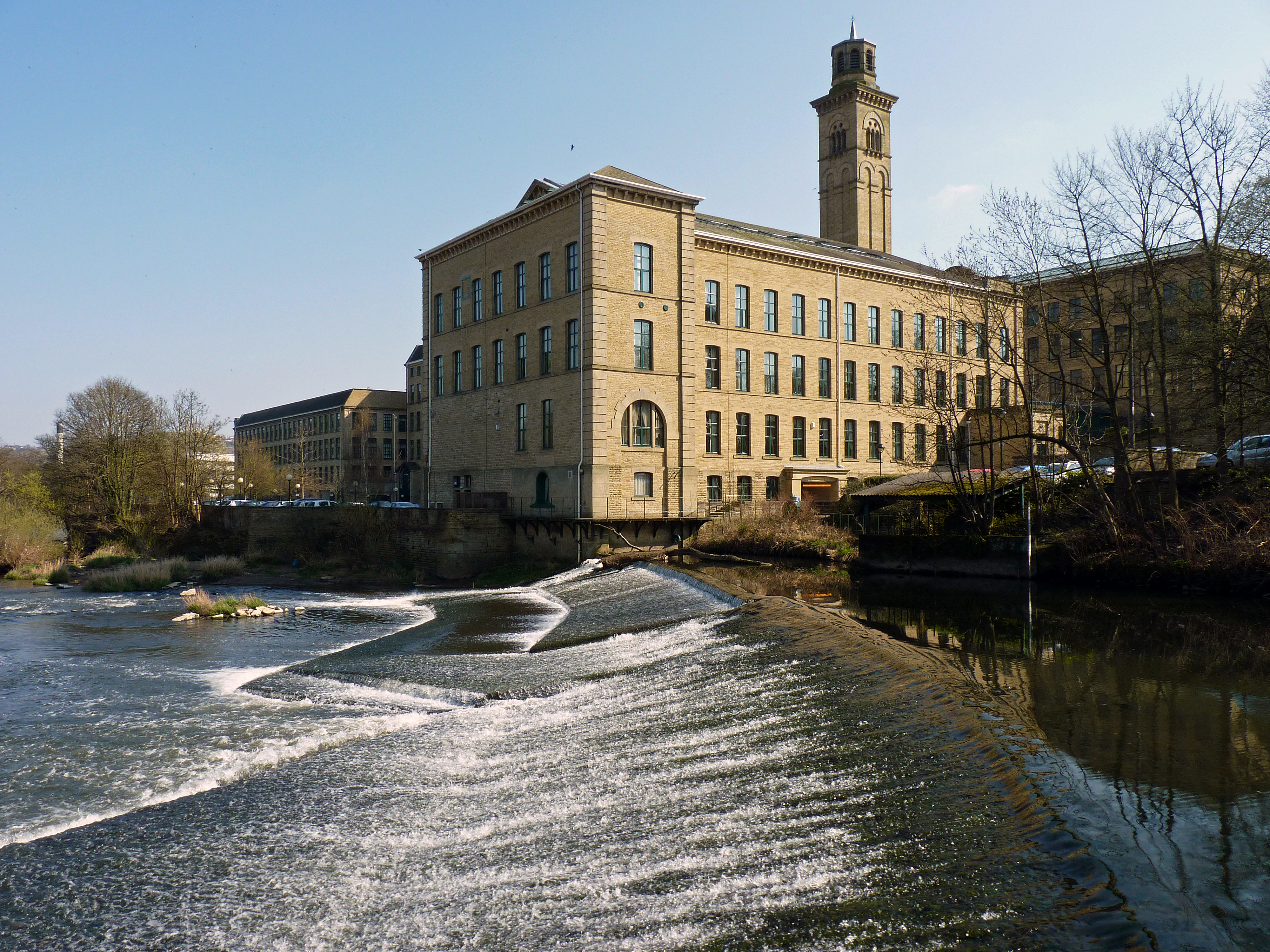
Xưởng muối tại Saltaire, West Yorkshire, là một trong hai di sản thế giới về công nghiệp tại miền Bắc

Vào lúc bắt đầu cách mạng công nghiệp, Bắc Anh dồi dào về than đá và thủy năng song nông nghiệp tại vùng cao yếu kém đồng nghĩa với tiền công trong khu vực có giá thấp. Khai mỏ và chế biến được tiến hành trên quy mô nhỏ trong khu vực từ nhiều thế hệ, song đến lúc này nó bắt đầu phát triển và tập trung. Việc ngành dệt công nghiệp bùng nổ đôi khi được quy cho khí hậu ẩm thấp và nước mềm khiến dễ giặt và làm sợi hơn, song thành công của các xưởng vải miền Bắc không có một căn nguyên rõ ràng đơn lẻ nào. Nguồn than đá sẵn có và việc phát hiện trữ lượng sắt lớn tại Cumbria và Cleveland cho phép sản xuất sắt, và đến khi phát minh quy trình Bessemer thì khu vực trở thành nơi ban đầu sản xuất thép hiện đại. Thép chất lượng cao lẫn lượt kéo theo ngành đóng tàu được mở ra dọc theo bờ biển, đặc biệt là tại Tyneside và tại Barrow-in-Furness.
Nạn đói lớn tại Ireland trong thập niên 1840 gây ra làn sóng di dân vượt biển Ireland sang đảo Anh, và nhiều người trong số đó định cư tại các thành phố công nghiệp của miền Bắc, đặc biệt là Manchester và Liverpool – theo điều tra nhân khẩu năm 1851, 13% dân số Manchester và Salford là người sinh tại Ireland, và con số này tại Liverpool là 22%. Nhằm phản ứng trước việc này, một làn sóng bạo loạn chống Công giáo nổ ra và các tổ chức Orange Order Tin Lành lan ra khắp Bắc Anh, chủ yếu là tại Lancashire. Đến năm 1881, có 374 tổ chức Orange tại Lancashire, 71 tại North East, và 42 tại Yorkshire. Trên phạm vi xa hơn, Bắc Anh chứng kiến nhập cư từ các quốc gia châu Âu khác như Đức, Ý, Ba Lan, Nga và Scandinavia, và từ Đông Á cùng châu Phi. Một số di dân là những nhà tư bản công nghiệp sung túc đến để tìm kiếm cơ hội kinh doanh tại các thành phố công nghiệp đang bùng nổ, một số chạy trốn cảnh nghèo nàn, một số là người hầu hoặc nô lệ, một số là thủy thủ chọn định cư tại các đô thị cảng, một số là người Do Thái chạy trốn diệt chủng tại lục địa, và một số là di dân lúc đầu bị mắc kẹt tại Liverpool sau khi cố đón tàu đến Hoa Kỳ hoặc các thuộc địa của Đế quốc Anh. Trong lúc đó, hàng trăm nghìn người từ các vùng nông thôn trì trệ tại miền Bắc đã xuất cư, chủ yếu là đến Hoa Kỳ, Canada, Nam Phi, Úc và New Zealand.

### Phi công nghiệp hoá và hiện đại

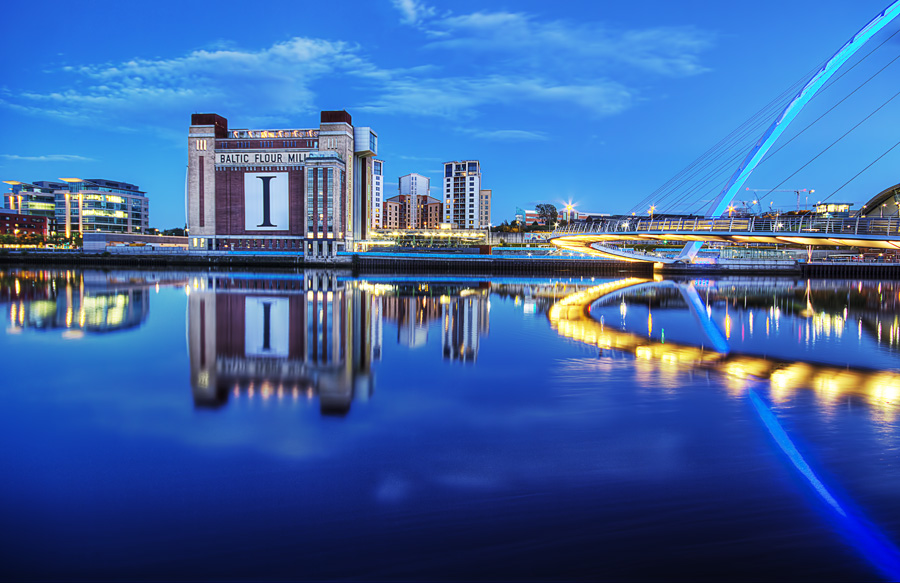
Trung tâm Baltic về nghệ thuật đương đại từng là một toà nhà công nghiệp, đây là một biểu trưng của cải tạo Gateshead.

Chiến tranh thế giới thứ nhất là bước ngoặt của kinh tế Bắc Anh. Trong những năm giữa hai thế chiến, kinh tế miền Bắc bắt đầu lu mờ trước miền Nam – vào năm 1913–1914, tỷ lệ thất nghiệp tại "outer Britain" (miền Bắc, cùng với Scotland và Wales) là 2,6% trong khi tỷ lệ tại Nam Anh nhiều hơn gấp đôi với 5,5%, song đến năm 1937 trong Đại khủng hoảng tỷ lệ thất nghiệp của outer British là 16,1% còn tỷ lệ của Nam Anh là 7,1%. Kinh tế suy yếu và tỷ lệ thất nghiệp cao giữa hai thế chiến gây ra một số giai đoạn bất ổn xã hội trong khu vực, trong đó có tổng đình công năm 1926 và tuần hành Jarrow. Đại khủng hoảng làm nổi lên tính yếu kém của kinh tế chuyên biệt tại Bắc Anh: Do mậu dịch thế giới giảm sút, nhu cầu về tàu, thép, than đá và vải đều giảm. Đại bộ phận các nhà máy miền Bắc vẫn sử dụng công nghệ thế kỷ 19, và không thể theo kịp tiến bộ trong các ngành công nghiệp như ô tô, hoá chất và điện, trong khi việc mở rộng hệ thống đường dây điện đã loại bỏ lợi thế của miền Bắc về phát điện, đồng nghĩa với việc lúc này sẽ kinh tế hơn nếu xây nhà máy mới tại miền Trung hoặc miền Nam.
Tập trung công nghiệp tại Bắc Anh cũng khiến nơi đây trở thành một mục tiêu lớn của Luftwaffe (Không quân Đức) trong Chiến tranh thế giới thứ hai. Khi Anh Quốc bị oanh tạc năm 1940–1941, có các đợt tấn công lớn nhằm vào Barrow-in-Furness, Hull, Leeds, Manchester, Merseyside, Newcastle và Sheffield khiến hàng nghìn người chết và gây thiệt hại đáng kể cho các thành phố. Liverpool là một cảng quan trọng đối với nguồn cung từ Bắc Mỹ nên đã bị oanh tạc đặc biệt nặng nề, thành phố bị đánh bom nhiều thứ hai tại Anh Quốc sau London, với khoảng 4.000 người chết khắp vùng Merseyside và hầu hết trung tâm thành phố bị tàn phá. Việc tái thiết được tiến hành sau đó, và đồng thời khu ổ chuột bị giải phóng khiến toàn bộ các khu phố bị phá bỏ và xây lại, chuyển đổi diện mạo của các thành phố miền Bắc. Nhập cư từ các quốc gia khác trong Thịnh vượng chung bắt đầu trong thập niên 1950 đã tái định hình Bắc Anh, đặc biệt là di dân từ Pakistan và Bangladesh, và nay có lượng cư dân đáng kể đến từ tiểu lục địa Ấn Độ trong các thành thị như Bradford, Leeds, Preston và Sheffield.
Phi công nghiệp hoá tiếp tục và tỷ lệ thất nghiệp dần tăng lên trong thập niên 1970, song tăng nhanh chóng dưới thời chính phủ của Margaret Thatcher, bà lựa chọn không khuyến khích tăng trưởng tại miền Bắc nếu điều này gây nguy hại đến tăng trưởng tại miền Nam Thời kỳ này diễn ra đình công của thợ mỏ năm 1984–85, gây khó khăn cho nhiều đô thị mỏ tại miền Bắc. Các hội đồng hạt vùng đô thị tại miền Bắc là thành trì của Công đảng và thường có lãnh đạo rất tả khuynh, do đó có các xung đột ở mức độ cao với chính phủ trung ương. Gia tăng nhận thức về phân chia Nam-Bắc đã củng cố bản sắc Bắc Anh đặc trưng, điều này vẫn duy trì đến nay dù một số thành phố lớn được cải tạo.
Khu vực hứng chịu một vài cuộc tấn công của IRA trong xung đột Bắc Ireland, gồm đánh bom trên xa lộ M62 năm 1974, đánh bom Warrington năm 1993 và đánh bom Manchester năm 1992 và 1996. Vụ đánh bom Manchester năm 1996 là vụ nổ bom lớn nhất tại Anh Quốc kể từ khi kết thúc Chiến tranh thế giới thứ hai, tàn phá phần lớn trung tâm Manchester. Cuộc tấn công khiến hạ tầng cũ kĩ của Manchester được tái thiết và hiện đại hoá, kích thích cải tạo thành phố và biến nơi đây trở thành một hình mẫu hàng đầu về tái phát triển hậu công nghiệp, được các thành phố khác trong vùng và bên ngoài đi theo.

## Nhân khẩu
Theo điều tra nhân khẩu năm 2011, dân số Bắc Anh là 14.933.000 người, tăng trưởng 5,1% từ năm 2001, với 6.364.000 hộ, tức người miền Bắc chiếm 28% dân số Anh và 24% dân số Vương quốc Liên hiệp Anh và Bắc Ireland. Về tổng thể, 8% dân cư Bắc Anh sinh tại hải ngoại (3% từ Liên minh châu Âu bao gồm Ireland và 5% từ nơi khác), con số này ít hơn so với mức trung bình của Anh và Wales là 13%, và 5% xác định dân tộc của họ nằm ngoài bản sắc Anh hoặc Ireland.  90,5% dân cư tự nhận là người da trắng, mức trung bình của Anh và Wales là 85,9%; các dân tộc khác gồm có người Pakistan (2,9%), người Ấn Độ (1,3%), người da đen (1,3%), người Hoa (0,6%) và người Bangladesh (0.5%). Tỷ lệ có khác biệt đáng kể trong khu vực: Allerdale và Redcar and Cleveland có tỷ lệ người Anh Quốc da trắng cao hơn (97,6%) so với tất cả các vùng khác tại England và Wales, trong khi Manchester (66,5%), Bradford (67,4%) và Blackburn with Darwen (69,1%) nằm vào hàng có tỷ lệ người Anh Quốc da trắng thấp nhất bên ngoài Luân Đôn.

### Ngôn ngữ

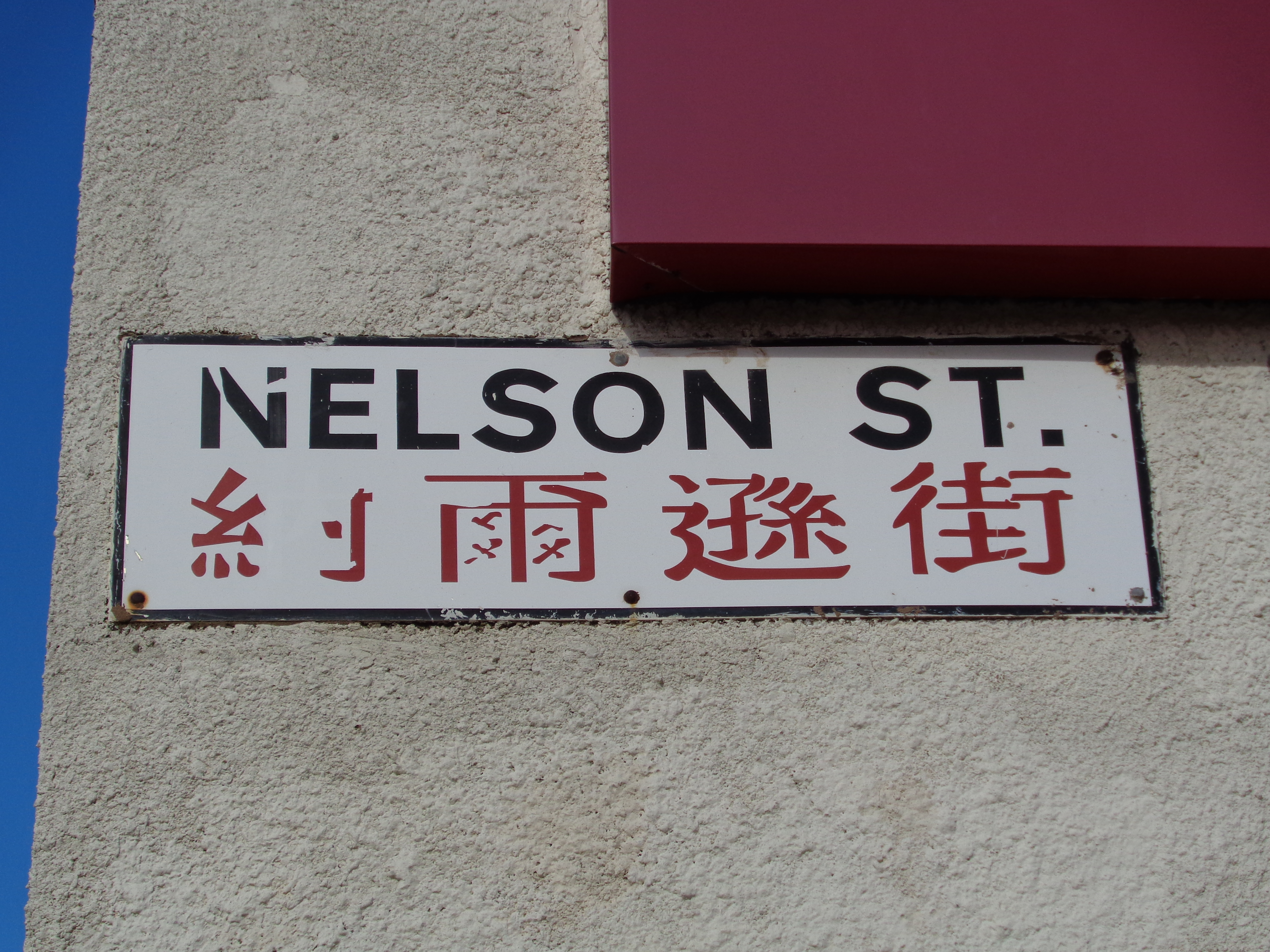
Biển báo song ngữ Anh/Trung tại phố người Hoa Liverpool

95% cư dân Bắc Anh có ngôn ngữ thứ nhất là tiếng Anh, so với mức trung bình của Anh và Wales là 92% – và 4% khác nói tiếng Anh như ngôn ngữ thứ hai ở mức tốt hoặc rất tốt. 5% dân số có bản ngữ ngoài tiếng Anh chủ yếu là người nói các ngôn ngữ châu Âu hoặc Nam Á. Theo điều tra năm 2011, các ngôn ngữ lớn nhất ngoài tiếng Anh là tiếng Ba Lan (0,7% dân số nói), tiếng Urdu (0,6%) và tiếng Punjab (0,5%), và 0,4% cư dân nói các dạng tiếng Hoa, đây là một sự phân bổ tương tự của toàn nước Anh. Redcar và Cleveland có tỷ lệ cao nhất cư dân nói tiếng Anh như ngôn ngữ thứ nhất tại Anh, với 99,3%.

#### Tiếng Anh

Phát âm nguyên âm trong từ sun tại Anh. Toàn bộ Bắc Anh, cùng một phần Midlands, nằm trong đường đồng ngữ /ʊ/.

Tiếng Anh hiện đại tại miền Bắc được định hình theo lịch sử khu vực, một số phương ngữ duy trì các đặc trưng kế thừa từ các ngôn ngữ Norse cổ và Celt bản địa. Các phương ngữ nói tại miền Bắc gồm Cumbria, Geordie (Newcastle), Manchester, Pitmatic (Northumberland), Scouse (Liverpool) và Tyke (Yorkshire). Các nhà ngôn ngữ đã nỗ lực nhằm xác định một khu vực phương ngữ miền Bắc, tương ứng với khu vực nằm về phía bắc một đường bắt đầu tại cửa sông Humber và chạy ngược sông sông Wharfe và qua đến sông Lune tại miền bắc Lancashire. Khu vực này gần tương ứng với không gian ngôn ngữ của phương ngữ Northumbria tiếng Anh cổ, song các yếu tố ngôn ngữ học xác định khu vực này trong quá khứ, như sử dụng doon thay vì down và thay thế bằng âm ang trong các từ kết thúc bằng -ong (lang thay vì long), hiện chỉ còn thường thấy trong các vùng xa hơn về phía bắc của khu vực. Do phát âm thay đổi, ít có nhất trí về cách xác định một giọng hoặc phương ngữ "miền Bắc".
Giọng tiếng Anh của miền Bắc không trải qua tách biệt TRAP–BATH, và một nguyên tắc chung phân biệt chúng với giọng miền Nam là người miền Bắc sử dụng a ngắn trong các từ như bath và castle. Trên biên giới phía bắc, hầu hết các giọng Bắc Anh có thể phân biệt được với các giọng Scotland do không phát âm "r" nếu nó ở sau một nguyên âm và không trước một nguyên âm khác, song vẫn còn vài giọng Lancashire có phát âm này. Đặc điểm phổ biến khác đối với nhiều giọng Bắc Anh là thiếu phân biệt FOOT–STRUT (do đó put và putt đồng âm), việc rút gọn mạo từ xác định the thành một âm tắc thanh môn (thường được biểu thị khi viết là t'), và quy tắc T-to-R dẫn đến phát âm t như một âm r trong các từ và cụm từ như matter (/mærə/) và get up (/ɡɛ-r-ʊp/).
Các đại từ thou và thee tồn tại trong một vài phương ngữ Bắc Anh, song chúng đang biến mất ngoại trừ tại các vùng có tính nông thôn cao, và nhiều phương ngữ có một đại từ ngôi số hai số nhiều không chính thức: hoặc là ye (phổ biến tại North East) hoặc yous (phổ biến tại các khu vực có cộng đồng Ireland lịch sử). Nhiều phương ngữ sử dụng me làm một từ sở hữu ("me car") và một số xem như us cũng vậy ("us cars") hoặc sử dụng wor thay thế ("wor cars"). Đại từ sở hữu cũng được sử dụng để đánh dấu tên của họ hàng khi nói (chẳng hạn, một người họ hàng gọi là Joan sẽ được nhắc đến là "our Joan" trong hội thoại).
Do đô thị hoá, giọng đô thị đặc trưng đã nảy sinh, nó thường khác biệt lớn so với các giọng lịch sử của vùng nông thôn xung quanh, và đôi khi chia sẻ các đặc điểm với các giọng Nam Anh. Các phương ngữ Bắc Anh duy trì là một bộ phận quan trọng của văn hoá khu vực, và mong muốn của người nói nhằm khẳng định bản sắc địa phương của họ đã dẫn đến các giọng như Scouse và Geordie trở nên đặc trưng hơn và lan ra các khu vực xung quanh.

#### Ngôn ngữ khác
Bắc Anh không có ngôn ngữ thiểu số được công nhận, song Hội Ngôn ngữ Northumbria tiến hành vận động để phương ngữ Northumbria được công nhận là một ngôn ngữ riêng biệt. Dấu tích của các ngôn ngữ Briton Celt đã tuyệt diệt trong khu vực vẫn còn tồn tại trong một số khu vực nông thôn, đó là hệ thống số đếm Yan Tan Tethera được những người chăn cừu sử dụng theo truyền thống.
Tiếp xúc giữa tiếng Anh và các ngôn ngữ di dân làm nảy sinh các giọng và phương ngữ mới. Chẳng hạn, cách nói tiếng Anh đa dạng của người Ba Lan tại Manchester khác biệt so với cả tiếng Anh giọng Ba Lan đặc trưng và giọng Manchester. Ở cấp độ địa phương, sự đa dạng của cộng đồng di dân có nghĩa là một số ngôn ngữ vốn cực hiếm trên toàn quốc nói chung lại có căn cứ tại các đô thị miền Bắc: Pashto được nói bản ngữ bởi 0,08% dân số Anh song là 0,7% dân số Bradford, còn tiếng Quảng Đông là ngôn ngữ thứ nhất của 0,4% dân số Manchester so với 0,08% trên toàn quốc.

### Tôn giáo
Theo điều tra nhân khẩu năm 2011, North East và North West có tỷ lệ tín đồ Cơ Đốc giáo cao nhất tại Anh và Wales; lần lượt là 67,5% và 67,3% (tỷ lệ tại Yorkshire và Humber ở mức 59,5%). Yorkshire và Humber và North West đều có lượng cư dân Hồi giáo đáng kể, lần lượt là 6,2% và 5,1%, trong khi người Hồi giáo tại North East chỉ chiếm 1,8% dân số. Toàn bộ các đức tin khác chỉ chiếm dưới 2% dân số toàn khu vực.
Câu hỏi về tôn giáo trong cuộc điều tra bị chủ trích bởi Hiệp hội Nhân văn Anh Quốc vì có tính chỉ dẫn, và các khảo sát khác về tôn giáo có xu hướng cho ra kết quả rất khác biệt. Khảo sát bầu cử Anh Quốc năm 2015 cho thấy 52% người miền Bắc được xác định là tín đồ Cơ Đốc giáo (22% Anh giáo, 14% Cơ Đốc giáo phi giáo phái, 12% Công giáo La Mã, 2% Giám Lý, và 2% các phái Cơ Đốc giáo khác), 40% không theo tôn giáo, 5% là người Hồi giáo, 1% là tín đồ Ấn Độ giáo và 1% là tín đồ Do Thái giáo.

### Cơ Đốc giáo
Cơ Đốc giáo là tôn giáo lớn nhất trong khu vực kể từ sơ kỳ Trung Cổ; nó hiện diện tại đảo Anh từ cuối thời La Mã và khi Cơ Đốc giáo Celt truyền đến. Đảo Thánh Lindisfarne giữ một vai trò thiết yếu trong Cơ Đốc giáo hoá Northumbria, sau khi Aidan từ Connacht lập một tu viện tại đây với tư cách giám mục đầu tiên của Lindisfarne theo yêu cầu của Quốc vương Northumbria Oswald. Nó được biết đến vì là nơi sáng tạo Sách Phúc âm Lindisfarne và vẫn là một điểm hành hương. Thánh Cuthbert là một tu sĩ của Lindisfarne, ông được tôn kính từ Nottinghamshire đến Cumberland, và ngày nay đôi khi được cho là thánh bảo hộ của Bắc Anh. Paulinus thuộc đoàn truyền giáo Gregorius, trở thành giám mục York đầu tiên. Công nghị Whitby thừa nhận Northumbria ly khai Cơ Đốc giáo Celt và trở lại giáo hội Công giáo La Mã, như các quy tắc tính ngày Phục sinh và lễ cạo đầu cho giáo sĩ được tiến hành phù hợp với quy tắc của Roma.

Tỷ lệ người Công giáo có đăng ký trong dân số năm 1715–1720.
Dưới 3%
3–4%
5–8%
10–20%
Trên 20%

Sau cải cách tôn giáo tại Anh, Bắc Anh trở thành một trung tâm của Công giáo La Mã, và người Ireland nhập cư làm gia tăng số tín đồ hơn nữa, đặc biệt là tại các thành phố North West như Liverpool và Manchester. Trong các thế kỷ 18 và 19, khu vực trải qua một cuộc phục hưng tôn giáo với kết quả là sản sinh Giám Lý nguyên thủy, vào lúc đỉnh điểm trong thế kỷ 19, Giám Lý là giáo phái chiếm ưu thế tại phần lớn Bắc Anh.
Tính đến năm 2016, danh sách điểm thờ tự được đăng ký kết hôn tại Bắc Anh gồm có ít nhất 1960 điểm của Giám Lý hoặc Giám Lý độc lập, 1.200 điểm của Công giáo La Mã, 370 điểm của Cải cách Liên hiệp, 310 điểm của Báp-tít hay Báp-tít Đặc thù, 250 điểm của Nhân chứng Jehovah và 240 điểm của Cứu Thế Quân, cùng hàng trăm nhà thờ của các giáo phái nhỏ hơn. 
Trong cai quản tăng lữ của Giáo hội Anh, toàn thể miền Bắc thuộc Giáo tỉnh York, có đại diện là Tổng giám mục York – là nhân vật cao cấp thứ nhì trong Giáo hội sau Tổng giám mục Canterbury. Tình trạng bất thường về việc có hai tổng giám mục ở đỉnh cao hệ thống cấp bậc giáo hội cho thấy rằng Bắc Anh được nhìn nhận là một sui generis. Tương tự, với ngoại lệ là một phần của giáo phận Shrewsbury và giáo phận Nottingham, miền Bắc thuộc Giáo tỉnh Liverpool trong hệ thống cai quản Giáo hội Công giáo La Mã, đại diện là Tổng giám mục Liverpool.

### Các tín ngưỡng khác

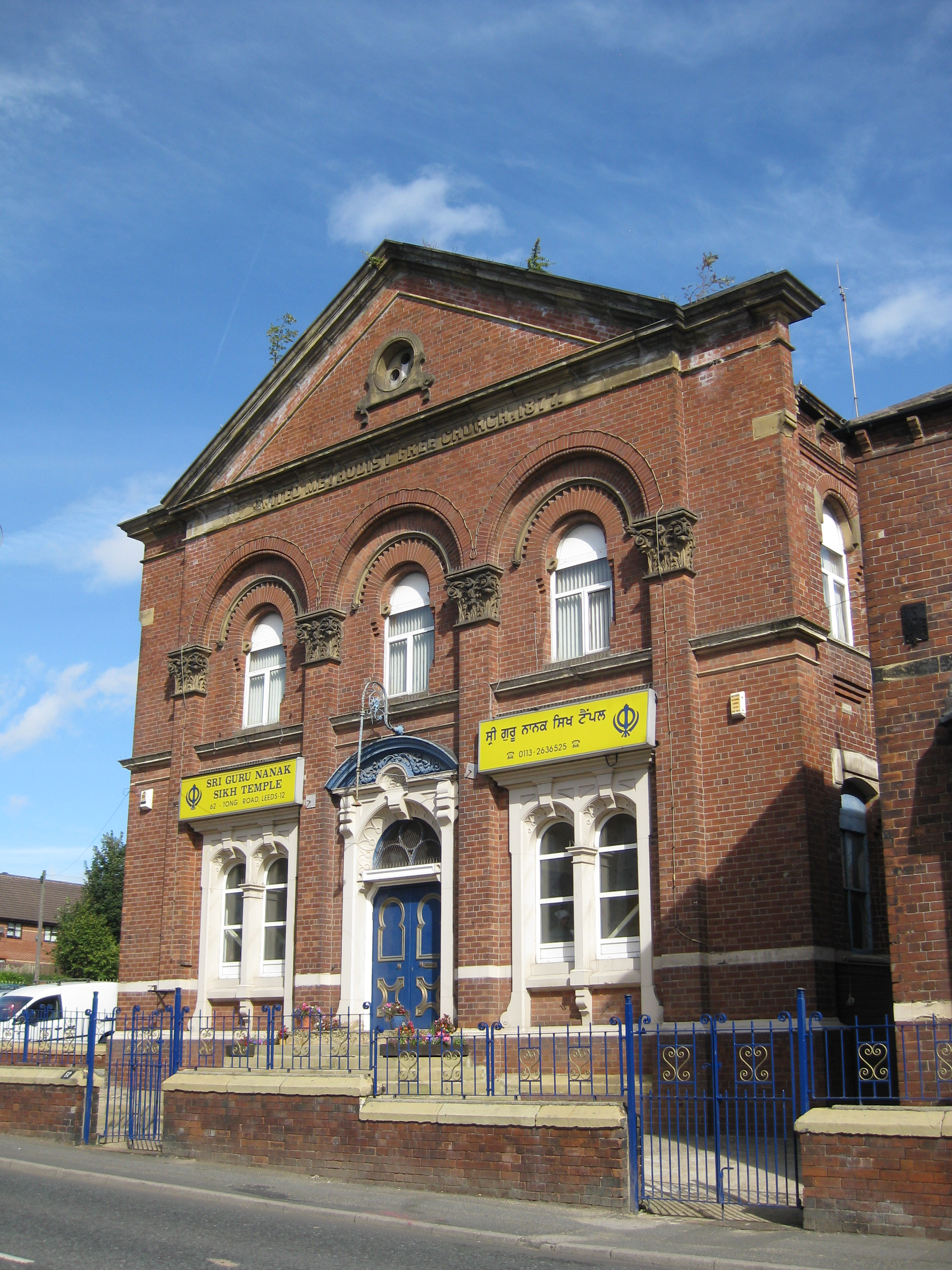
Một nhà thờ Giám Lý cũ tại Leeds, nay chuyển thành một đền thờ Sikh

Các cộng đồng Do Thái nhỏ xuất hiện tại Beverly, Doncaster, Grimsby, Lancaster, Newcastle và York theo sau cuộc chinh phục của người Norman song phải chịu các cuộc tàn sát, lớn nhất là cuộc tàn sát tại York vào năm 1190. Người Do Thái bị trục xuất cưỡng ép khỏi Anh vào năm 1290 và phải đến thế kỷ 17 họ mới tái định cư tại Anh, và giáo đường Do Thái đầu tiên tại miền Bắc xuất hiện tại Liverpool vào năm 1753. Manchester cũng có một cộng đồng Do Thái lâu đời: Giáo đường Do Thái Cải cách Manchester 1857 nay bị bỏ hoang vốn là giáo đường cải cách thứ nhì tại Anh, và Đại Manchester có eruv (khu tế lễ có hàng rào) duy nhất tại Anh Quốc ngoài Luân Đôn. Tổng cộng, có 84 giáo đường Do Thái tại Bắc Anh được quyền đăng ký kết hôn.
Thuyết duy linh hưng thịnh tại Bắc Anh trong thế kỷ 19, một phần là phản ứng trước phong trào Giám Lý nguyên thủy chính thống và một phần được thúc đẩy bởi ảnh hưởng của chủ nghĩa xã hội Robert Owen. Tồn tại 220 nhà thờ duy linh đăng ký tại miền Bắc, trong đó 40 điểm nhận là Duy linh Cơ Đốc.
Nhà thờ Hồi giáo đầu tiên tại Anh Quốc được thành lập bởi một người cải đạo tên là Abdullah Quilliam tại Viện Hồi giáo Liverpool vào năm 1889. Ngày nay có khoảng 500 thánh đường Hồi giáo tại Bắc Anh. Các tôn giáo Ấn Độ cũng có đại diện: có ít nhất 45 gurdwara, trong đó lớn nhất là đền thờ Sikh tại Leeds; lớn nhất trong 30 mandir là đền thờ Ấn Độ giáo Lakshmi Narayan Bradford.

### Y tế
Một biểu hiện chính của phân chia Nam-Bắc là trong các thống kê về y tế và tuổi thọ dự tính. Toàn bộ ba vùng thống kê của Bắc Anh có tuổi thọ dự tính thấp trung bình thấp hơn và tỷ lệ trung bình cao hơn mắc bệnh ung, bệnh tuần hoàn và bệnh hô hấp. Blackpool có tuổi thọ dự tính khi sinh thấp nhất tại Anh, số liệu cho nam từ 2012 đến 2014 là 74,7, so với mức trung bình toàn nước Anh là 79,5 – và đa số các huyện nằm ở 50 vị trí cuối là thuộc North East hoặc North West. Tuy nhiên, khác biệt khu vực dường như đang thu hẹp dần: Từ 1991–1993 đến 2012–2014, tuổi thọ dự tính tại North East tăng 6,0 năm và tại North West tăng 5,8 năm, là mức tăng nhanh nhất trong các vùng bên ngoài Luân Đôn, chênh lệch giữa tuổi thọ dự tính tại North East và South East nay là 2,5 năm, giảm từ 2,9 năm vào năm 1993.

### Giáo dục
Trước thế kỷ 19, Bắc Anh chưa có đại học nào. Đại học Durham được thành lập vào năm 1832, và đôi khi được kể đến cùng với các đại học lâu đời là Oxford và Cambridge, dù bắt đầu sau đó nhiều thế kỷ. Các đại học tiếp theo được xây dựng tại miền Bắc trong làn sóng "redbrick university" vào cuối thế kỷ 19 và đầu thế kỷ 20. Ngày nay, có bảy thể chế tại miền Bắc nằm trong Nhóm Russell gồm các đại học nghiên cứu hàng đầu: Durham, các redbrick là Leeds, Liverpool, Manchester, Newcastle và Sheffield, cùng Đại học York thuộc làn sóng plate glass trong thập niên 1960. Các đại học này, cùng với Đại học Lancaster thuộc plate glass tạo thành Đối tác Nghiên cứu N8.
Phân chia Bắc Nam tồn tại trong giáo dục tại mọi cấp độ. Tồn tại khoảng cách kiến thức đáng kể giữa các trường miền Bắc và miền Nam, thậm chí sau khi điều chỉnh so với khác biệt kinh tế trên toàn quốc, học sinh các khu vực miền Bắc ít có khả năng đạt mức trung bình toàn quốc trong việc đạt 5 GCSE cấp cao. Tỷ lệ học sinh miền Bắc tại Oxbridge thấp hơn tỷ lệ dân số miền Bắc, và tại các đại học khác tại miền Nam cũng vậy, tình hình ngược lại tại các đại học miền Bắc như Sheffield, Manchester và Leeds.

## Kinh tế
Giống như toàn quốc, kinh tế Bắc Anh nay bị chi phối bởi lĩnh vực dịch vụ, tính đến tháng 9 năm 2016, 82,2% người lao động tại các vùng thống kê miền Bắc làm việc trong các ngành dịch vụ, so với 83,7% của toàn Anh Quốc. Lĩnh vực sản xuất nay chiếm 9,5% số lao động, so với trung bình toàn quốc là 7,6%. Tỷ lệ thất nghiệp tại Bắc Anh là 5,3% so với mức toàn Anh Quốc là 4,8%, và North East có tỷ lệ thất nghiệp cao nhất tại Anh Quốc với 7,0% vào tháng 12 năm 2016. Tính đến năm 2015, tổng giá trị gia tăng (GVA) của kinh tế Bắc Anh là 316 tỷ bảng, và nếu là một quốc gia độc lập, đây sẽ là nền kinh tế lớn thứ mười tại châu Âu. Khu vực có mức tăng trưởng và năng suất kém so với Nam Anh và các quốc gia khác trong EU.
Tăng trưởng, việc làm và thu nhập hộ gia đình của miền Bắc bị tụt hậu so với miền Nam, và năm huyện thiếu thốn nhất tại Anh đều nằm tại Bắc Anh, và mười trong số 12 đô thị lớn suy thoái nhất tại Anh Quốc cùng nằm tại Bắc Anh. Cảnh ngộ không thực sự rõ ràng, vì miền Bắc cũng có các khu vực thịnh vượng, thậm chí là thịnh vượng hơn các khu vực sang trọng tại miền Nam như Surrey. Tam giác vàng tại Yorkshire trải rộng từ miền bắc Leeds đến Harrogate và qua đến York là một minh chứng, cũng như Tam giác vàng của Cheshire tập trung tại Alderley Edge. Tồn tại chênh lệnh còn lớn hơn trong các thành thị riêng biệt: Sheffield Hallam là một trong các khu vực bầu cử thịnh vượng nhất toàn quốc, và là nơi giàu nhất bên ngoài Luân Đôn và vùng South East, trong khi Sheffield Brightside and Hillsborough nằm ngay bên kia thành phố lại là một trong những nơi thiếu thốn nhất. Nhà ở tại Bắc Anh có giá phải chăng hơn so với trung bình toàn Anh Quốc: giá nhà trung bình tại hầu hết các thành phố miền Bắc là dưới 200.000 bảng vào năm 2015, tăng dưới 10% so với 5 năm trước. Tuy nhiên, một số khu vực có giá nhà ở giảm đáng kể, khiến cư dân có nguy cơ tài sản âm.
Nhằm kích thích kinh tế miền Bắc, chính phủ tổ chức một loạt chương trình đầu tư vào và phát triển khu vực, gần đây là Northern Powerhouse vào năm 2017. Miền Bắc cũng là một nơi tiếp nhận đáng kể tiền quỹ cơ cấu Liên minh châu Âu. Từ năm 2007 đến năm 2013, các quỹ của EU tạo ra khoảng 70.000 việc làm trong vùng, và đa số kinh phí của Northern Powerhouse đến từ Quỹ Phát triển khu vực châu Âu và Ngân hàng Đầu tư châu Âu. Việc để mất số tiền này sau Brexit, cộng thêm triển vọng suy giảm xuất khẩu sang EU, được xác định là một mối đe doạ đến tăng trưởng của miền Bắc.

### Khu vực công
Khu vực công là một nhà tuyển dụng lớn tại Bắc Anh. Từ năm 2000 đến năm 2008, đa số việc làm mới được tạo ra tại Bắc Anh là cho chính phủ cùng các nhà cung ứng và nhà thầu của họ. Toàn bộ ba vùng miền Bắc có tỷ lệ công việc trong khu vực công cao hơn trung bình toàn quốc, North East có mức cao nhất tại Anh với 20,2% lực lượng lao động trong khu vực công vào năm 2016 – giảm từ 23,4% một thập niên trước. Chương trình khắc khổ dưới thời chính phủ của David Cameron tạo ra cắt giảm đáng kể trong các dịch vụ công, và giảm số công việc trong khu vực công dẫn đến khoảng 3% lực lượng lao động miền Bắc mất việc, có tác động đáng kể đến kinh tế vùng.

### Nông ngư nghiệp

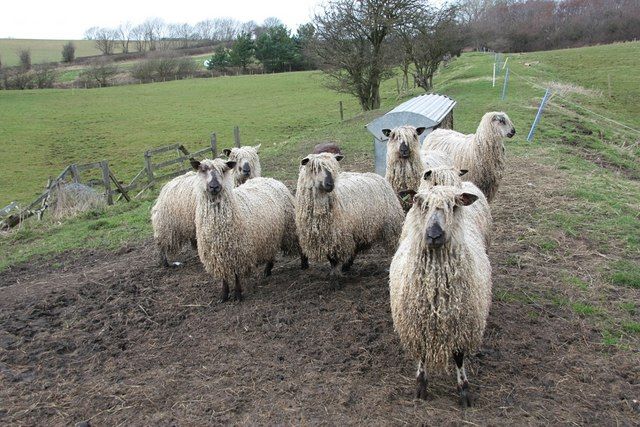
Cừu, như giống Teeswater trong ảnh, chiếm một phần lớn của nông nghiệp Bắc Anh.

Bắc Anh có 2.580.000 ha đất nông nghiệp. Địa hình dãy Pennine gồ ghế khiến hầu hết Bắc Anh không thích hợp cho trồng trọt; giống như Scotland, yến mạch từ lâu đã chi phối đất nông nghiệp miền Bắc, nó phát triển tốt hơn lúa mì trên vùng đất xấu. Ngày nay, Bắc Anh trồng xen kẽ ngũ cốc và rau tương tự như trên toàn Anh Quốc, song chỉ thiểu số đất đai là có thể trồng trọt. Chỉ 32% đất nông nghiệp miền Bắc chủ yếu được sử dụng để trồng trọt, so với 49% của toàn Anh. Trong khi đó 57% đất đai được dành để chăn nuôi, và 33% gia súc, 43% lợn và 46% cừu của Anh được nuôi tại miền Bắc.
Nơi duy nhất tại Bắc Anh có đất trồng trọt chiếm ưu thế là vùng đất quanh cửa sông Humber, các đầm lầy tại đây được tiêu nước tốt khiến chất lượng đất rất tốt. Đồng bằng Cheshire là vùng đất thấp và hầu hết được dành để chăn nuôi bò sữa, trong khi tại dãy Pennine và Cheviot chăn thả cừu giữ một vai trò quan trọng không chỉ trong nông nghiệp mà còn trong quản lý đất đai nói chung. Vùng hoang thạch nam tại vùng cao Pennine là nơi săn gà gô từ ngày 12 tháng 8 đến 10 tháng 12 hàng năm. Vào thế kỷ 12, số lượng gà gô đỏ và gà gô đen trong vùng giảm đáng kể, song cải tiến trong tiến hành trò chơi khiến hai loài này gia tăng số lượng trong vùng.
Đánh cá là một ngành quan trọng của các đô thị ven biển miền Bắc. Các cảng cá lớn gồm có Fleetwood, Grimsby, Hull và Whitby. Vào lúc đỉnh cao, Grimsby từng là cảng cá lớn nhất thế giới, song ngành ngư nghiệp miền bắc chịu thiệt hại lớn do một loạt sự kiện vào nửa sau thế kỷ 20: Các cuộc chiến cá tuyết với Iceland và thiết lập vùng đặc quyền kinh tế khiến Anh Quốc không còn được tiếp cận vùng đánh bắt phong phú tại Đại Tây Dương, còn biển Bắc thì hết cá và Chính sách Ngư nghiệp chung của châu Âu áp đặt hạn ngạch nghiêm ngặt về đánh bắt nhằm bảo vệ nguồn cá vốn đã gần như cạn kiệt. Grimsby nay đang chuyển đổi sang chế biến hải sản nhập khẩu và năng lượng gió ngoài khơi để thay thế ngành đánh cá.

### Chế tạo và năng lượng
Bắc Anh có nền kinh tế dựa trên xuất khẩu mạnh mẽ, có mậu dịch cân bằng hơn trung bình Anh Quốc, và North East là vùng duy nhất tại Anh thường xuyên có xuất khẩu lớn hơn nhập khẩu. Hoá chất, xe cộ, máy móc và các hàng hoá chế tạo khác chiếm đa số xuất khẩu của miền bắc, và hơn một nửa trong số đó là đến các quốc gia EU khác. Các nhà máy chế tạo lớn gồm các nhà máy ô tô tại Vauxhall Ellesmere Port, Jaguar Land Rover Halewood và Nissan Sunderland, nhà máy xe tải Leyland, nhà máy xe lửa Hitachi Newton Aycliffe, các nhà máy lọc dầu Humber, Lindsey và Stanlow, cụm NEPIC gồm các nhà máy hoá chất đặt quanh Teesside, và cơ sở chế biến hạt nhân tại Springfields và Sellafield.
Khai thác dầu khí ngoài khơi trên biển Bắc và biển Ireland, và gần đây là gió ngoài khởi, là những thành phần đáng kể trong hỗn hợp năng lượng của Bắc Anh. Mặc dù khai thác than đá hầm sâu tại Anh Quốc kết thúc vào năm 2015 khi đóng cửa mỏ than Kellingley, North Yorkshire, song vẫn còn một vài mỏ lộ thiên trong khu vực. Khí đá phiến đặc biệt phổ biến khắp Bắc Anh, song các kế hoạch khai thác nó thông qua thủy lực cắt phá gây tranh luận.

### Bán lẻ và dịch vụ

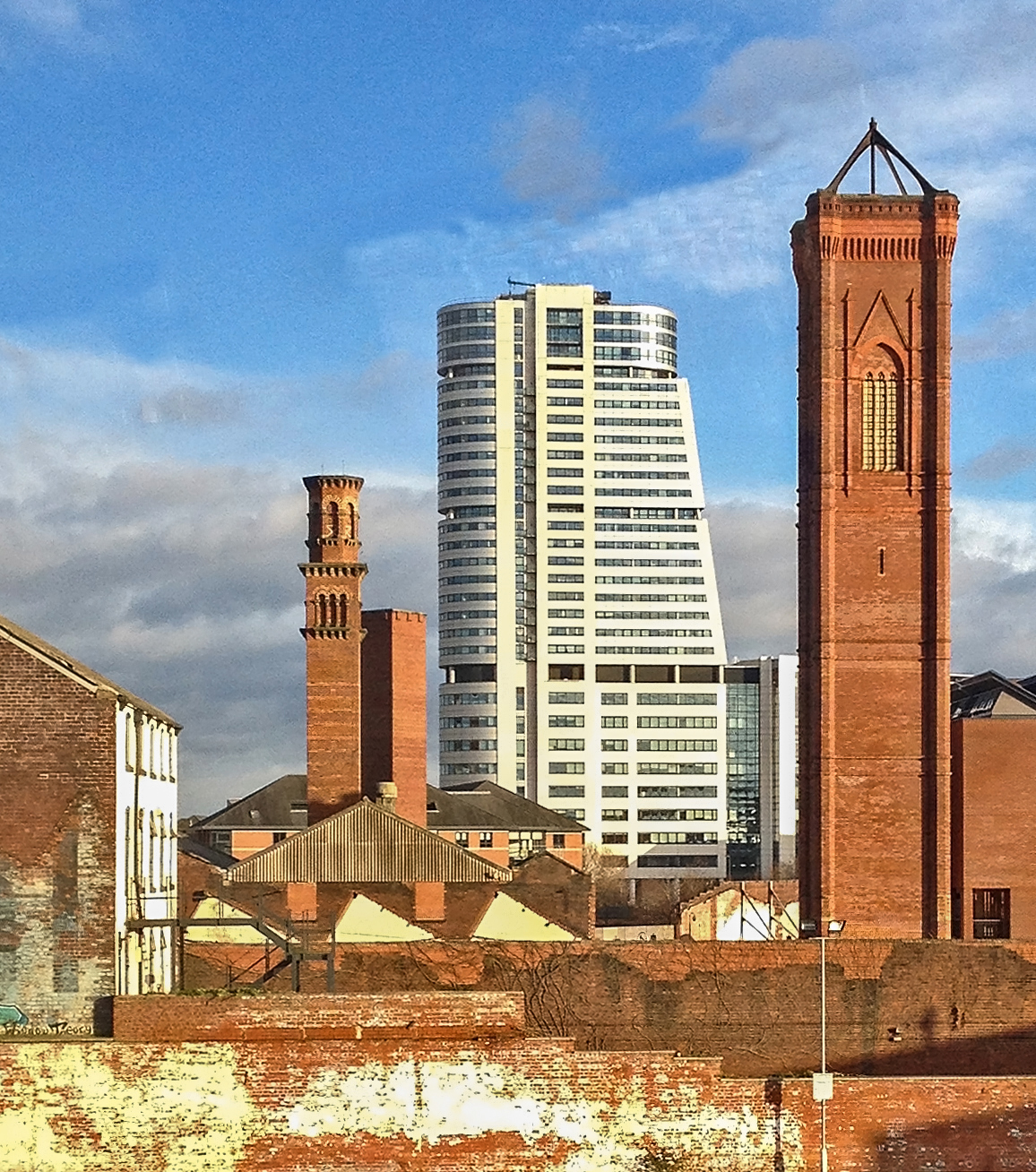
Cải tạo khiến Leeds trở thành trung tâm tài chính và tư pháp lớn thứ nhì tại Anh Quốc.

Khoảng 10% lực lượng lao động Bắc Anh làm việc trong ngành bán lẻ. Trong số bốn chuỗi siêu thị lớn tại Anh Quốc, hai chuỗi Asda và Morrisons có căn cứ tại miền Bắc. Bắc Anh là nơi khai sinh phong trào hợp tác xã hiện đại, và Co-operative Group có trụ sở tại Manchester có doanh thu cao nhất trong các hãng tại North West. Khu vực cũng là nơi có nhiều nhà bán lẻ trực tuyến, với những nhà khởi nghiệp xuất hiện quanh các trung tâm công nghệ tại các thành phố miền Bắc.
Do cải tạo đô thị, các ngành dịch vụ giá trị cao như dịch vụ công ty và dịch vụ tài chính đã bén rễ tại Bắc Anh, có các trung tâm lớn quanh Leeds và Manchester. Các trung tâm tổng đài bị thu hút trước chi phí lao động thấp và ưa chuộng các giọng Bắc Anh trong công chúng địa phương, chúng thay thế ngành công nghiệp nặng trong vai trò ngành tuyển dụng lớn các lao động không có kỹ năng, với trên 5% số lao động trên toàn các vùng Bắc Anh làm việc trong ngành này.

### Công nghệ cao và nghiên cứu
Các đại học nghiên cứu N8 có trên 190.000 sinh viên và đóng góp nhiều cho kinh tế miền Bắc hơn nông nghiệp, sản xuất ô tô hay truyền thông nếu xét theo GVA. Các khám phá và phát minh trong các đại học này có kết quả là giá trị lợi ích phụ hàng trăm triệu cho kinh tế địa phương: khám phá graphen tại Đại học Manchester tạo ra Viện Graphene Quốc gia và Viện Sir Henry Royce về Vật liệu tiên tiến, trong khi nghiên cứu người máy tại Đại học Sheffield dẫn đến phát triển Công viên Chế tạo Tiên tiến.
Trong các thập niên gần đây, các công ty công nghệ cao có trụ sở quanh các thành phố lớn của Bắc Anh lớn mạnh thêm. Có 11 hãng công nghệ cao có giá trị trên 1 tỷ USD có trụ sở trong khu vực, và ngành công nghiệp kỹ thuật số tạo ra khoảng 300.000 việc làm. Phát triển trò chơi, bán lẻ trực tuyến, kỹ thuật y tế và phân tích nằm trong số các lĩnh vực công nghệ cao chính tại miền Bắc.

### Giải trí và du lịch

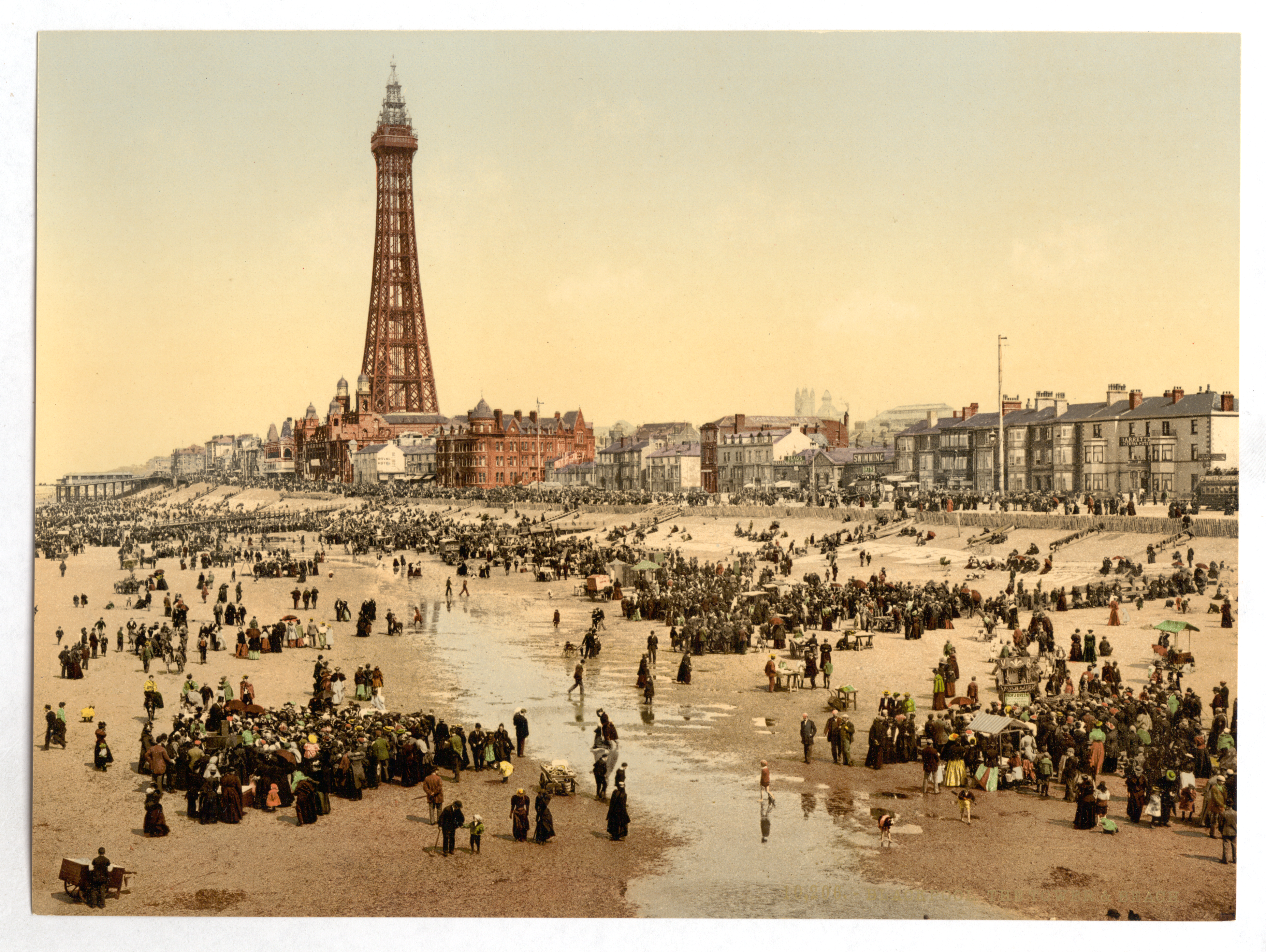
Bãi biển đông người tại Blackpool khoảng năm 1890

Mạng lưới đường sắt được mở rộng vào nửa sau thế kỷ 19 khiến hầu hết người miền Bắc dễ dàng tiếp cận với bờ biển, và các đô thị ven biển trải qua một cuộc bùng nổ lớn về du lịch. Đến khoảng năm 1870, Blackpool trên bờ biển Lancashire trở thành điểm đến được ưa thích áp đảo của các gia đình miền bắc, cũng như nhiều người từ Midlands và Scotland. Các khu nghỉ dưỡng khác được người miền Bắc ưa thích gồm có Morecambe tại miền bắc Lancashire, Whitley Bay gần Newcastle, Whitby tại North Yorkshire, và New Brighton trên bán đảo Wirral, cũng như Rhyl gần biên giới thuộc North Wales.
Tuy nhiên, thuận tiện về giao thông lại khiến các khu nghỉ dưỡng này bị tổn hại trong thế kỷ 20. Liên kết giao thông tiếp tục được cải thiện và khiến cho việc đi ra nước ngoài trở nên nhanh chóng và có chi phí thấp. Bờ biển Ostend của Bỉ được các du khách thuộc tầng lớp lao động miền Bắc ưa thích trong nửa đầu thế kỷ 20, và việc áp dụng kỳ nghỉ trọn gói trong thập niên 1970 đã tiêu diệt hầu hết các khu nghỉ dưỡng ven biển của miền Bắc. Blackpool duy trì là một trọng điểm về du lịch, và vẫn là một trong các đô thị được tham quan nhiều nhất tại Anh, song số lượng du khách thấp xa thời đỉnh cao và kinh tế thành phố bị thiệt hại, cả tỷ lệ việc làm và thu nhập trung bình nằm dưới trung bình khu vực.
Cảnh quan hoang dã của miền Bắc là một điều hấp dẫn lớn đối với du khách, và nhiều khu vực đô thị dang tìm cách cải tạo thông qua du lịch công nghiệp, di sản và văn hoá: Trong số 24 bảo tàng và nhà triển lãm quốc gia tại Anh nằm ngoài Luân Đôn, có 14 điểm nằm tại miền Bắc. Trong năm 2015, Bắc Anh tiếp đón khoảng một phần tư tổng du lịch nội địa trong Anh Quốc, với 28,7 triệu du khách vào năm 2015, song chỉ 8% du khách quốc tế đến Anh Quốc tới tham quan khu vực.

### Truyền thông
Nằm trong xu thế giảm tập trung hoá truyền thông tại Luân Đôn, BBC và ITV đã chuyển nhiều đơn vị sản xuất chương trình đến MediaCityUK tại Salford. Trong số bốn phim truyền hình dài tập buổi tối quốc gia, có ba phim được dựng và quay tại Bắc Anh (Coronation Street tại Manchester, Emmerdale tại Yorkshire Dales và Hollyoaks tại Chester) và chúng quan trọng đối với ngành truyền hình địa phương – cam kết về Emmerdale đã cứu xưởng phim Leeds của ITV Yorkshire khỏi bị đóng cửa. Khu vực cũng có danh tiếng về các loạt phim truyền hình và từng sản xuất một số loạt phim thành công và được tôn vinh nhất trong các thập niên gần đây, như Boys from the Blackstuff, Our Friends in the North, Clocking Off, Shameless và Last Tango in Halifax.
Kể từ khi The Guardian (tên cũ The Manchester Guardian) chuyển đến Luân Đôn vào năm 1964, không còn báo lớn toàn quốc nào đặt trụ sở tại miền Bắc, và các câu chuyện tin tức về miền Bắc có xu hướng được bao phủ kém trên truyền thông quốc gia. The Yorkshire Post tự đề xướng là "báo quốc gia của Yorkshire" và bao phủ một số câu chuyện quốc gia và quốc tế, song chủ yếu tập trung vào tin tức từ Yorkshire và North East. Một nỗ lực vào năm 2016 nhằm lập ra một báo quốc gia chuyên tập trung vào miền Bắc mang tên 24 đã thất bại sau 6 tuần. Trên toàn Bắc Anh nói chung, The Sun là báo bán chạy nhất, song báo này vẫn đang bị tẩy chay quanh vùng Merseyside do cách đưa tin về thảm họa Hillsborough năm 1989, đo đó họ xếp sau Daily Mail và Daily Mirror tại North West. Nhìn chung độc giả đọc báo quốc gia tại miền Bắc ít hơn tại miền Nam; Mirror và Daily Star là hai báo quốc gia duy nhất có nhiều độc giả tại Bắc Anh hơn là tại South East và Luân Đôn. Các báo khu vực là những đầu báo bán chạy hàng đầu tại cả North East và Yorkshire và Humber, song báo chí khu vực miền Bắc trải qua giảm sút lượng độc giả trong những năm gần đây. Chỉ có bảy nhật báo miền Bắc có lượng phát hành trên 25.000 tính đến tháng 6 năm 2016: Manchester Evening News, Liverpool Echo, Hull Daily Mail, Newcastle Chronicle, The Yorkshire Post và The Northern Echo.
Điểm truy cập mạng lưới Manchester là điểm trung chuyển internet duy nhất tại Anh Quốc nằm ngoài Luân Đôn, và tạo thành trung tâm chính cho khu vực. Truy cập internet hộ gia đình tại Bắc Anh bằng hoặc hơn mức trung bình Anh Quốc, song tốc độ và xâm nhập băng rộng có khác biệt lớn. Năm 2013, tốc độ trung bình tại trung tâm Manchester là 60 Mbit/s, trong khi tại Warrington gần đó tốc độ trung bình chỉ là 6,2 Mbit/s. Hull có điểm đặc biệt tại Anh Quốc là mạng lưới điện thoại tại đây chưa từng bị quốc hữu hoá, đồng thời một số nơi tại đây có tốc độ internet nhanh nhất cũng như chậm nhất trong nước. Tốc độ đặc biệt kém tại các vùng nông thôn của miền Bắc, nhiều thị trấn nhỏ và làng mạc gần như không thể truy cập tốc độ cao. Một số khu vực do đó hình thành doanh nghiệp cộng đồng riêng, như Broadband 4 Rural North tại Lancashire và Cybermoor tại Cumbria, nhằm cài đặt internet tốc độ cao. Băng rộng di động bao phủ cũng khác biệt tương tự, 3G và 4G hầu như là phổ thông tại các thành phố song không có tại nhiều phần rộng lớn của Yorkshire, North East và Cumbria.

## Văn hoá

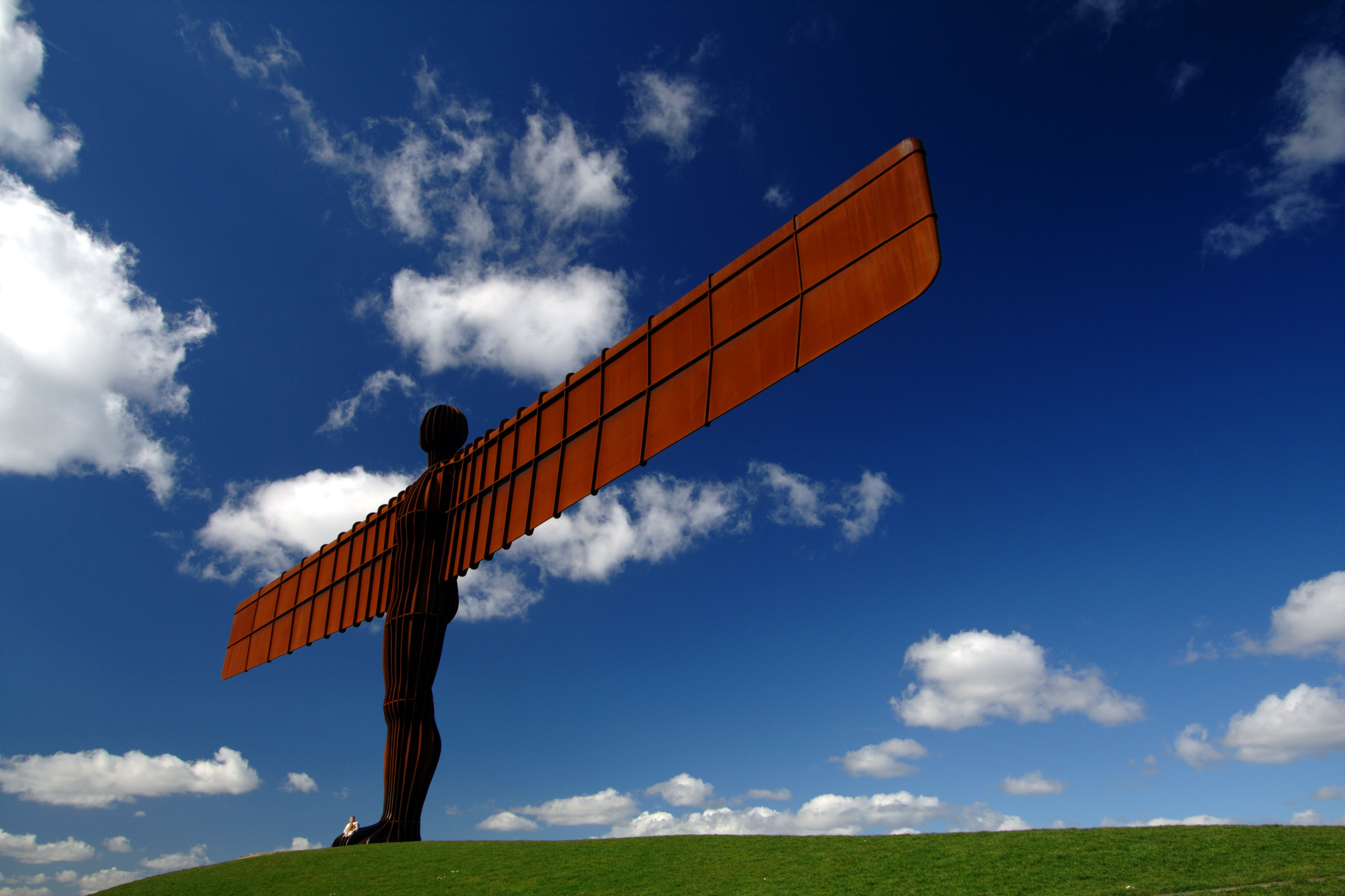
Công trình điêu khắc bằng thép Angel of the North tại ngoại vi Gateshead

Từng vùng riêng biệt của miền Bắc có đặc tính và văn hoá của mình trong nhiều thế kỷ, song cùng với quá trình công nghiệp hoá, truyền thông đại chúng và khởi đầu phân chia Nam-Bắc, dẫn đến bắt đầu phát triển một đặc tính miền Bắc chung. Đặc tính này ban đầu là một phản ứng tiêu cực trước thành kiến của người miền Nam – miền Bắc trong thế kỷ 19 phần lớn được miêu tả là một nơi bẩn thỉu, hoang dã và vô văn hoá, thậm chí ngay cả trong các miêu tả có cảm tình như tiểu thuyết [[North and South năm 1855 của Elizabeth Gaskell – song trở thành một thứ khẳng định điều mà người miền Bắc cho là sức mạnh cá nhân của họ. Các đặc điểm gắn liền một cách khuôn mẫu với người Bắc Anh là nói thẳng, bạo dạn và nhiệt tình, so với người miền Nam được cho là yếu đuối. Bắc Anh – đặc biệt là Lancashire, song cũng gồm Yorkshire và North East – có truyền thống gia đình mẫu quyền, nghĩa là người vợ trông nom nhà cửa và kiểm soát kinh tế gia đình. Điều này cũng bắt nguồn từ công nghiệp hoá, khi các mỏ trao công việc được trả công tốt cho nữ giới: Trong Đại khủng hoảng khi nhu cầu về than đá và thép ở mức thấp, nữ giới thường là trụ cột trong gia đình. Nữ giới miền Bắc vẫn có khuôn mẫu là cứng cỏi và độc lập, hoặc trìu mến như "rìu chiến".

### Trang phục

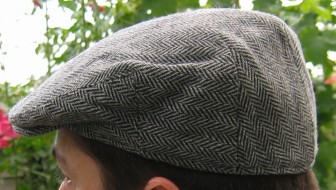
flat cap gắn kết theo khuôn mẫu với người Bắc Anh.

Người Bắc Anh thường được đại diện theo khuôn mẫu bằng trang phục của nam nữ thuộc tầng lớp lao động trong thế kỷ 19 và đầu thế kỷ 20. Nam giới thuộc tầng lớp lao động mặc một áo vét dày và quần có dây đeo, một áo khoác ngoài, và một chiếc mũ với đặc trưng là flat cap, còn nữ giới mặc một váy liền thân, hoặc một váy và áo cánh, cùng một tạp dề ở phía trên để che bẩn; trong các tháng lạnh họ thường đeo thêm khăn choàng hoặc khăn trùm đầu. Nếu không đi giày da buộc dây, một số nam giới và nữ giới sẽ đi guốc kiểu Anh, loại này bền và có thể thay được đế và mũi. Công nhân nhà máy dẫm chân vào thời điểm ấn máy phát triển thành một loại vũ điệu đi guốc dân gian gọi là clogging, được phát triển phức tạp tại miền Bắc.
Trong nửa sau thế kỷ 20, các trang phục truyền thống này biến mất khỏi thời trang. Các phong cách khác như "casual" (quần áo thiết kế từ châu Âu lục địa do các cổ động viên bóng đá mang về) và quần áo thể thao trở nên phổ biến, và ảnh hưởng của các ban nhạc và đội tuyển bóng đá miền Bắc giúp truyền bá chúng trên khắp đất nước. Đến thế kỷ 21, một số mặt hàng quần áo truyền thống miền Bắc bắt đầu trở lại, đặc biệt là flat cap.

### Ẩm thực
Ấn tượng của ẩm thực Bắc Anh vẫn được định hình từ đồ ăn của tầng lớp lao động vào đầu thế kỷ 20, theo đó dựa nhiều vào nội tạng, có lượng calo cao và thường không quá tốt cho sức khoẻ. Các món như pudding đen, dạ dày bò, đậu ninh nhừ và bánh nhân thịt vẫn là các thực phẩm mang tính khuôn mẫu của Bắc Anh theo quan niệm trong nước. Do đó, có một nỗ lực phối hợp giữa các đầu bếp miền Bắc nhằm cải thiện hình ảnh của khu vực. Một số món ăn miền Bắc như pudding Yorkshire và thịt hầm khoai tây Lancashire được truyền bá trên toàn Anh Quốc. Một số món ngon miền Bắc đã nhận được vị thế bảo hộ địa lý là xúc xích Cumberland truyền thống, cá hun khói Grimsby truyền thống, pho mát Swaledale, đại hoàng dấm Yorkshire và pho mát Yorkshire Wensleydale. 
Miền Bắc được biết đến với các loại pho mát thường dễ vỡ vụn, chẳng hạn như pho mát Cheshire. Không giống như các loại pho mát miền Nam như Cheddar, pho mát miền Bắc có đặc trưng là sử dụng sữa chưa nấu chín và sữa đông tiền muối ép dưới sức nặng rất lớn, kết quả là pho mát ẩm, vị chua. Wensleydale là một loại pho mát dễ vụn khác, nó khác thường ở chỗ thường được phục vụ cùng bánh ngọt, bản thân bánh ngọt cũng tiêu biểu tại Bắc Anh. Parkin là một loại bánh ngọt làm từ bột yến mạch cùng với mật đường đen và gừng, là một đãi tiệc truyền thống trên khắp miền Bắc vào Đêm Bonfire, và singing hinny cùng fat rascal trộn trái cây kiểu giống bánh nướng lần lượt được ưa thích tại North East và Yorkshire.
Nhiều loại bia được ưa thích trên khắp Bắc Anh, song khu vực đặc biệt gắn kết với các loại bia nâu như bia nâu Newcastle, bia nâu Double Maxim và Samuel Smith's Nut. Bia tại miền Bắc thường được phục vụ với nhiều bọt để làm nổi bật mùi vị, vị mạch nha được ưa chuộng trong bia miền Bắc. Về đồ uống không chứa cồn, miền Bắc, cụ thể là Lancashire từng là trung tâm của phong trào quán bar chừng mực, nó phổ biến các đồ uống có ga như dandelion and burdock, Tizer và Vimto.
Trong những thập niên gần đây, di cư đến Bắc Anh đã định hình ẩm thực khu vực. Chẳng hạn như pamo Teesside bắt nguồn từ một loại pho mát do một di dân người Mỹ gốc Ý đưa đến khu vực và thích nghi với khẩu vị khu vực. Có nhiều phố người Hoa lớn tại Liverpool, Manchester và Newcastle, và các cộng đồng đến từ tiểu lục địa Ấn Độ hiện diện tại mọi đô thị lớn. Bradford thắng giải "thủ phủ cả ri" của Liên hiệp Nhà hàng Chuyên gia trong sáu năm liền tính đến 2016, Trong khi Curry Mile tại Manchester từng là nơi tập trung lớn nhất của các nhà hàng cà ri tại Anh Quốc và nay phục vụ đa dạng các đồ ăn Nam Á và Trung Đông.

### Văn học

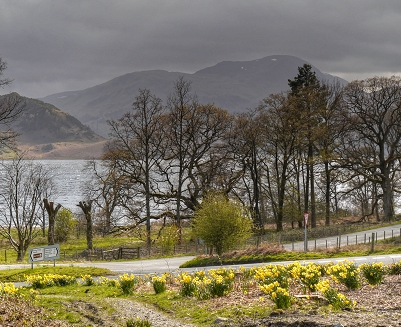
Khung cảnh vàng nhạt của Lake District trở nên bất hủ trong thơ trữ tình "I Wandered Lonely as a Cloud" của William Wordsworth.

Địa lý tương phản của Bắc Anh được phản ánh trong văn học khu vực. Một mặt, các đầm lầy và hồ hoang dã truyền cảm hứng cho các thế hệ tác giả lãng mạn: Thơ của William Wordsworth và các tiểu thuyết của chị em nhà Brontë có lẽ là đại diện nổi tiếng nhất về tác phẩm lấy cảm hứng từ các ảnh hưởng đó. Văn học thiếu nhi cổ điển như The Railway Children (1906), The Secret Garden (1911) và Swallows and Amazons (1930) phác hoạ những cảnh quan phần lớn còn nguyên vẹn này như là thế giới của phiêu lưu và biến đổi, là nơi các nhân vật chính của họ có thể tách khỏi các hạn chế của xã hội. Các nhà thơ hiện đại như Ted Hughes và Simon Armitage tìm thấy cảm hứng từ thôn quê miền Bắc, sáng tác các tác phẩm tận dụng âm thanh và nhịp điệu của các phương ngữ Bắc Anh.
Trong khi đó, các thành phố công nghiệp hoá và đô thị hoá tại miền Bắc đã nảy sinh nhiều kiệt tác của chủ nghĩa hiện thực xã hội. Elizabeth Gaskell là người đầu tiên trong hàng ngũ nữ nhà văn hiện thực đến từ miền Bắc, tiếp bước bà là Winifred Holtby, Catherine Cookson, Beryl Bainbridge và Jeanette Winterson. Nhiều "thanh niên phẫn nộ" trong văn chương hậu chiến là người miền Bắc, và đời sống tầng lớp lao động khi đối diện với phi công nghiệp hoá được miêu tả trong các tiểu thuyết như Room at the Top (1959), Billy Liar (1959), This Sporting Life (1960) và A Kestrel for a Knave (1968).

### Âm nhạc

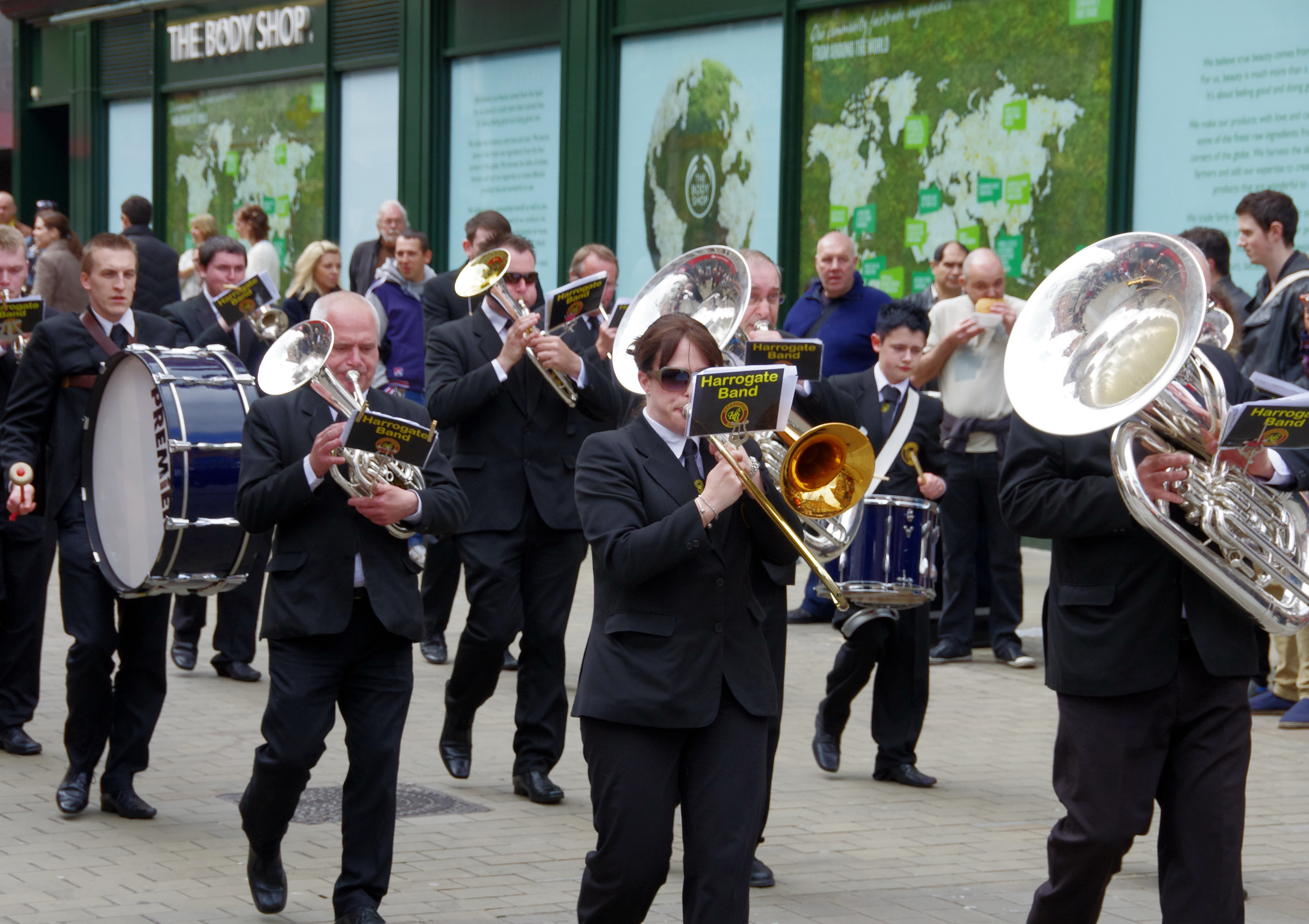
Ban nhạc Harrogate trình diễn tại Leeds

Âm nhạc dân gian truyền thống tại Bắc Anh là một sự kết hợp các phong cách của Anh và Soctland, thể loại mà nay gọi là border ballad Anh-Scotland từng thịnh hành xa về phía nam đến Lancashire. Trong thời Trung cổ, phần lớn âm nhạc dân gian miền Bắc đi kèm với kèn túi, với các kiểu như kèn túi Lancashire, kèn túi Yorkshire và kèn túi Northumbria. Chúng biến mất tại miền nam công nghiệp hoá của khu vực vào đầu thế kỷ 19, song tồn tại trong âm nhạc Northumbria. Truyền thống dàn nhạc kèn đồng kiểu Anh bắt đầu tại Bắc Anh và khoảng cùng thời kỳ: Do các dàn nhạc quân đội Cheshire, Lancashire và Yorkshire bị giải tán sau các cuộc chiến tranh Napoléon, cộng với mong muốn nâng tầm bản thân của các cộng đồng công nghiệp, dẫn đến hình thành các dàn nhạc dân sự. Các dàn nhạc này biểu diễn tại các sự kiện cộng đồng và dẫn đầu các cuộc tuần hành phản kháng trong giai đoạn kích động cấp tiến. Mặc dù phong cách này từ đó đã truyền bá ra phần lớn Anh Quốc, song các dàn nhạc kèn đồng vẫn là một khuôn mẫu của miền Bắc, và các cuộc tranh tài dàn nhạc kèn đồng Whit Friday thu hút hàng trăm dàn nhạc đến từ khắp Anh Quốc cùng bên ngoài.
Bắc Anh cũng có quanh cảnh âm nhạc đại chúng hưng thịnh. Các phong trào có ảnh hưởng bao gồm Merseybeat từ khu vực Liverpool sản sinh The Beatles, Northern soul đã đưa Motown đến Anh, và Madchester là tiền thân của sân khấu rave. Bên kia dãy Pennine, Sheffield là nơi khai sinh của các ban nhạc electronic pop có ảnh hưởng như Cabaret Voltaire và Pulp, phong trào indie rock New Yorkshire trong thập niên 2000 mang đến cho quốc gia Kaiser Chiefs và Arctic Monkeys, và Teesside có sân khấu rock từ Chris Rea đến Maximo Park. Báo chí thường xuyên đề cập đến các câu chuyện âm nhạc và phê bình liên quan đến khác biệt văn hoá và phân hạng giữa miền Bắc và miền Nam, đáng chú ý là kình địch giữa the Beatles và Rolling Stones trong thập niên 1960 và Battle of Britpop trong thập niên 1990 giữa Oasis và Blur.

## Thể thao
Thể thao là một trong các động lực văn hoá thống nhất hàng đầu tại Bắc Anh, và do kình địch thể thao ở cấp địa phương như giữa Lancashire và Yorkshire, nó nằm trong các lĩnh vực gây bất hoà nhất. Trong quá khứ, khi lượng lớn dân chúng di chuyển vào các thành phố mới được dựng lên vốn có ít di sản văn hoá, các đội tuyển thể thao địa phương tạo cho dân chúng một tình cảm chung về địa phương và đặc tính đang thiếu vắng.
Nhiều vận động viên thể thao miền Bắc thời kỳ đầu xuất thân từ tầng lớp lao động và phải bỏ việc để chơi thể thao, đội tuyển bồi thường cho họ về việc mất lương. Ngược lại, các đội tuyển miền Nam phát triển từ truyền thống thể thao của các trường công và Oxbridge, họ nhấn mạnh nhiều vào tính nghiệp dư và các cơ cấu quản lý do miền Nam chi phối ngăn cấm trả công cho các vận động viên. Căng thẳng này định hình các môn thể thao bóng đá và cricket, dẫn đến phân chia giữa hai thể thức chính của môn rugby. Miền Bắc cũng gắn bó với thể thao động vật như đua chó Whippet, đua chim bồ câu, và ferret legging, song hiện nay chúng mang tính khuôn mẫu hơn là được ưa thích trong thực tiễn.

### Thể thao

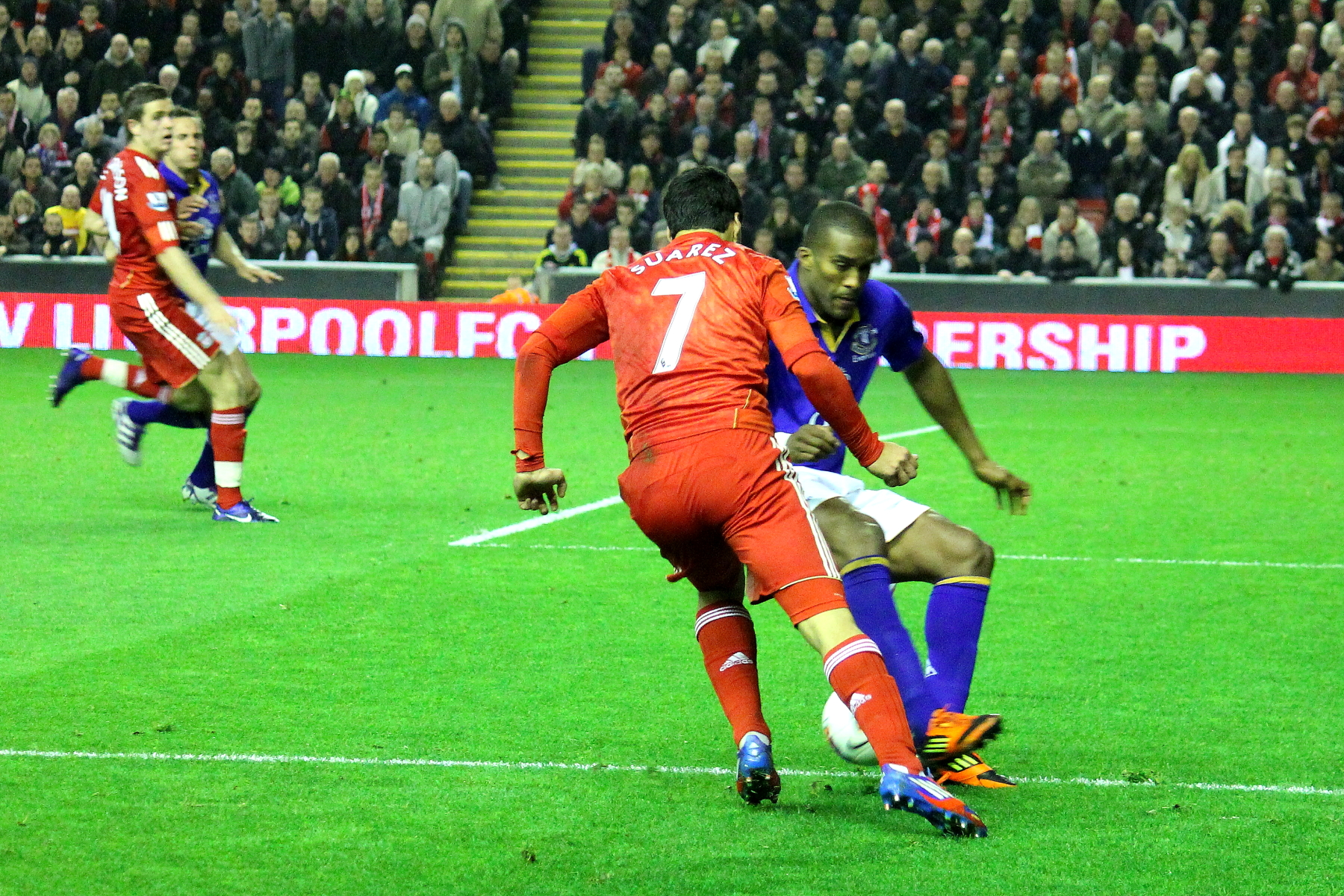
Derby Merseyside Liverpool–Everton là kình địch hạng đỉnh cao dài nhất của bóng đá Anh

Câu lạc bộ bóng đá đầu tiên của Anh Quốc là Sheffield F.C., thành lập vào năm 1857. Các đội bóng miền Bắc thời kỳ đầu có xu hướng chấp thuận luật Sheffield thay vì luật bóng đá, song hai luật này được hợp nhất vào năm 1877. Nhiều sáng kiến của luật Sheffield ngày nay được áp dụng trong môn thể thao toàn cầu này, như phạt góc, ném biên và đá phạt.
Năm 1883, Blackburn Olympic chủ yếu bao gồm các công nhân nhà máy đã trở thành đội tuyển miền Bắc đầu tiên giành được Cúp FA, và sang năm sau Preston North End chiến thắng trong một trận đấu thuộc khuôn khổ Cúp FA trước Upton Park dến từ Luân Đôn. Upton Park kháng nghị rằng Preston đã phạm luật FA khi trả tiền cho các cầu thủ của mình. Đáp lại, Preston rút khỏi thi đấu và các câu lạc bộ khác thuộc vùng Lancashire là Burnley và Great Lever cũng làm theo. Kháng nghị tập hợp được sức mạnh đến mức có trên 30 câu lạc bộ, chủ yếu đến từ miền Bắc, tuyên bố rằng họ sẽ lập một hiệp hội cạnh tranh nếu Hiệp hội bóng đá Anh không cho phép chuyên nghiệp hóa. Cuộc chia ly tránh được trong tháng 7 năm 1885 khi tính chuyên nghiệp chính thức được hợp pháp hoá trong bóng đá Anh. Football League được hình thành vào năm 1888, và họ lập trụ sở tại Preston nhằm chứng tỏ độc lập với Hiệp hội bóng đá Anh có trụ sở tại Luân Đôn. Giải đấu duy trì đặc tính miền Bắc ngay cả sau khi họ chấp thuận một vài đội tuyển miền Nam tham gia. Sự ganh đua địa phương mãnh liệt giữa các đội láng giềng khiến kình địch Nam-Bắc trong bóng đá ít hơn trong một số môn thể thao khác.
Nhiều thế lực mạnh trong bóng đá Anh đến từ miền Bắc – tính đến mùa giải 2016–17, trong số 119 danh hiệu giải đấu cao nhất kể từ 1888, 79 (66%) thuộc về các đội tuyển đến từ phía bắc Crewe. Everton, Liverpool, Manchester United, cộng thêm Manchester City kể từ năm 2001, là các câu lạc bộ nằm vào hàng trụ cột của Giải Ngoại hạng, còn các đội tuyển như Blackburn Rovers, Middlesbrough, Newcastle United và Sunderland có thành tích bất thường hơn trong những năm gần đây, thường xuyên lên hạng và xuống hạng khỏi giải đỉnh cao. Các đội tuyển địa phương giữ được những người ủng hộ trung thành, thậm chí tại các giải cấp thấp, một cá nhân đến từ Doncaster, Barnsley hay Rotherham có khả năng cao hơn là sẽ ủng hộ tương ứng Doncaster Rovers, Barnsley F.C. hay Rotherham United thay vì một đội tuyển thuộc Giải Ngoại hạng.

### Rugby

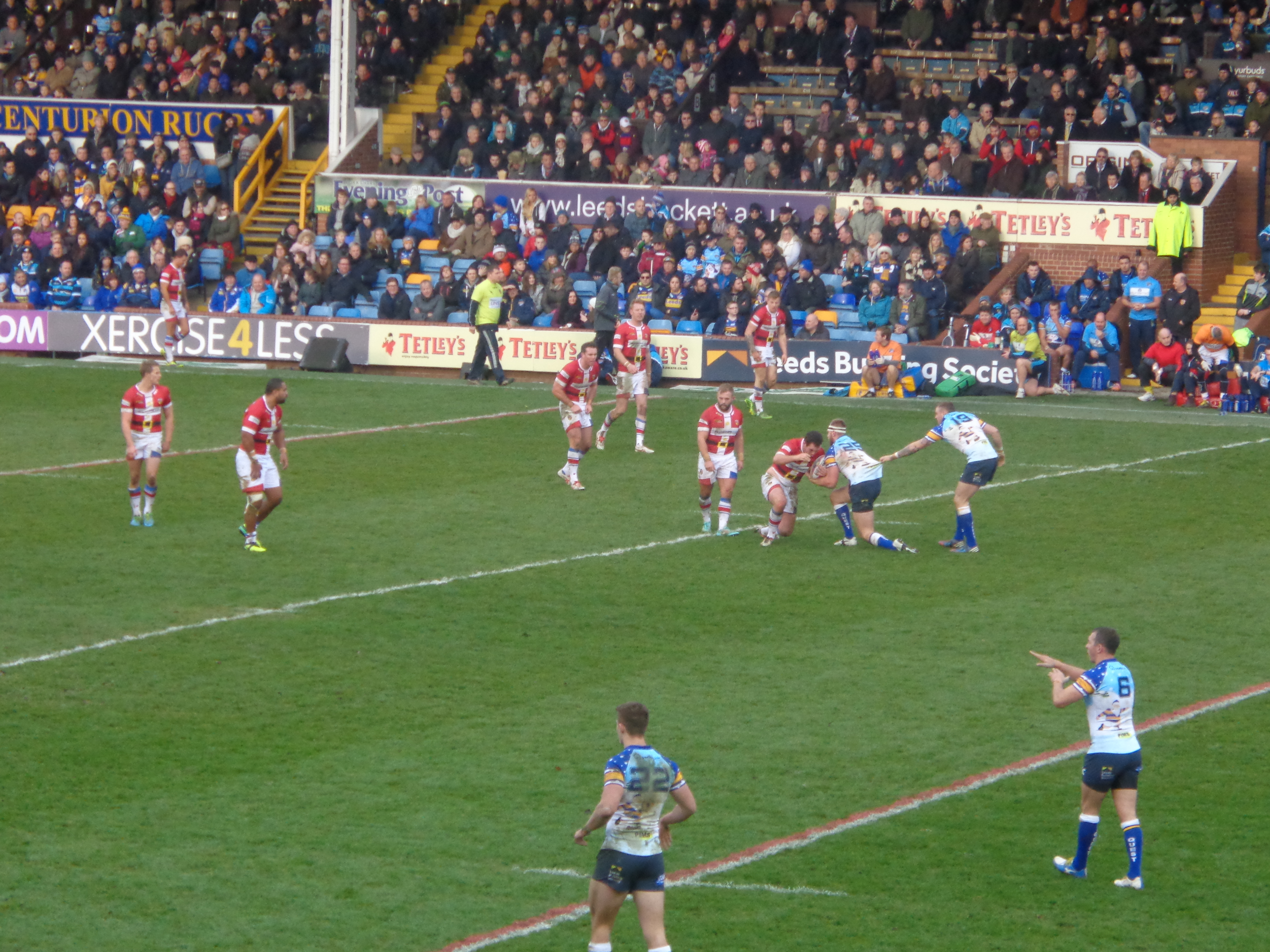
Mỗi dịp ngày tặng quà, Leeds Rhinos lại tiếp đón Wakefield Trinity trong trận derby địa phương.

Liên hiệp bóng rugby (Rugby Football Union) yêu cầu tính nghiệp dư, do đó họ đình chỉ các đội tuyển bồi thường cho các vận động viên vì bị mất việc hoặc bị thương, khiến các đội đến từ Lancashire, Yorkshire và khu vực xung quanh ly khai vào năm 1895 và lập ra Liên minh bóng rugby (Rugby Football League). Theo thời gian, hai tổ chức thông qua các bộ luật khác nhau và hai hình thức của trò chơi là rugby union (rugby liên hiệp) và rugby league (rugby liên minh) được phân tách. Thành trì của rugby league nằm tại Bắc Anh, dọc "hành lang M62" giữa Liverpool và Hull. Tính đến mùa giải 2017, 11 trong số 12 đội tuyển tại Super League (cấp cao nhất của rugby league tại châu Âu) đến từ Bắc Anh và đội còn lại đến từ Pháp. Trong giải hạng dưới là Championship, 10 trong số 12 đội đến từ miền Bắc, một đội từ Luân Đôn và một đội đến từ Pháp.
Rugby union không hoàn toàn bị bật khỏi Bắc Anh, và trong thập niên 1970 khu vực có một vài đội mạnh. Dấu ấn của rugby union tại Bắc Anh là chuyến du đấu của đội tuyển quốc gia New Zealand vào năm 1979 tại Anh, Scotland và Ý, khi đó English Northern Division là đội duy nhất đánh bại được đội tuyển quốc gia New Zealand. Sang thế kỷ 21, các câu lạc bộ rugby union của khu vực trở nên ít được ưa thích, trong khi bóng đá, cricket và rugby league thu hút nhiều khán giả và tài năng hơn. Trong mùa giải 2017–18, Sale Sharks và Newcastle Falcons thi đấu tại English Premiership, còn Yorkshire Carnegie, Doncaster R.F.C. và Rotherham R.U.F.C. thi đấu tại RFU Championship.

### Cricket
Cricket có sự ủng hộ mạnh mẽ tại Bắc Anh, và ba hạt được đại diện bằng các đội cricket liên hạt hạng nhất: Durham, Lancashire và Yorkshire. Trận đấu Hoa hồng (đặt theo Hoa hồng đỏ nhà Lancaster và Hoa hồng trắng nhà York) giữa Lancashire và Yorkshire là một trong các kình địch khắc nghiệt nhất trong môn này, đây là niềm hãnh diện của cả hai phía và họ quyết tâm không để thua, dẫn đến các đội phát triển một phong cách chậm rãi, kiên cường và ở thế phòng thủ vốn không phổ biến tại những nơi khác trong nước. Câu lạc bộ cricket Marylebone tại Luân Đôn từng kiểm soát giải đấu, họ lựa chọn một vài vận động viên miền Bắc cho các trận test, và điều này được cho là làm nhục phong cách chơi của họ – mối giận đã đoàn kết Lancashire và Yorkshire chống lại miền Nam và giúp đem đến một đặc tính miền Bắc chung vượt qua cả kình địch Hoa hồng. Durham mới đạt được vị thế hạng nhất vào năm 1992, song từng thắng giải vô địch liên hạt ba lần. Mặc dù Yorkshire và Lancashire có truyền thống thoải mái hơn về tính chuyên nghiệp so với các hạt khác, song cricket không diễn ra phân ly khu vực tương tự về vấn đề này như trong rugby và bóng đá – tồn tại tranh luận về vị thế nghiệp dư trong cricket hạng nhất, song các căng thẳng này được giải thoát trong cuộc đấu Gentlemen v Players. Tuy thế trận đấu giữa miền Bắc và miền Nam nằm vào hàng được ưa thích và cạnh tranh nhất trong môn này, nó được tổ chức hàng năm từ năm 1849 đến năm 1900 và sau đó được tổ chức không liên tục.

## Chính trị

Công đảng thắng cử tại đa số khu vực bầu cử của miền Bắc trong tổng tuyển cử năm 2017.
Công đảng
Bảo thủ
Dân chủ Tự do

Bắc Anh là khu vực đầu tiên trên thế giới tiến hành công nghiệp hóa, do vậy đây là nơi sản sinh nhiều tư tưởng chính trị hiện đại. Các báo cáo về đời sống của tầng lớp lao động miền Bắc, từ Tình cảnh giai cấp công nhân Anh của Friedrich Engels cho đến Con đường đến Wigan Pier của George Orwell, đã định hình chủ nghĩa Marx và chủ nghĩa xã hội nói chung. Trong khi đó, doanh nghiệp và mậu dịch tại các cảng miền Bắc ảnh hưởng đến việc sản sinh chủ nghĩa tự do Manchester, là một triết lý mậu dịch tự do laissez-faire. Được giải nghĩa bởi C. P. Scott và Manchester Guardian, thành công lớn nhất của phong trào là bãi bỏ Luật ngũ cốc, phản kháng chống lại luật này dẫn đến thảm sát Peterloo 1819 tại Manchester.

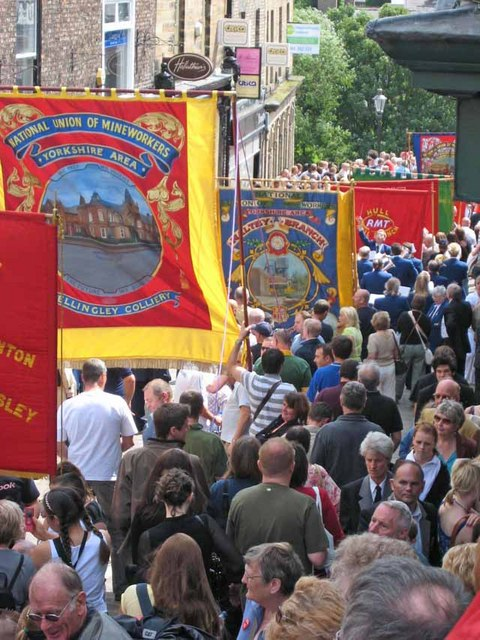
Ngày hội công nhân mỏ Durham là một trong các sự kiện công đoàn lớn nhất tại châu Âu.

Đại hội Công đoàn Anh đầu tiên được tổ chức tại Manchester vào năm 1868, và tính đến năm 2015 tỷ lệ tham gia công đoàn tại Bắc Anh vẫn cao hơn tại Nam Anh. Từ thời Thatcher, Đảng Bảo thủ phấn đấu nhằm giành ủng hộ trong khu vực. Ngày nay, Bắc Anh thường được mô tả là một thành trì của Công đảng – song Đảng Bảo thủ nắm được một số ghế đại diện cho vùng nông thôn, họ hầu như không giành được ghế nào của đô thị và trong bầu cử địa phương năm 2016 không có ủy viên hội đồng nào thuộc Đảng Bảo thủ trong hội đồng của các thành phố Liverpool, Manchester, Newcastle hay Sheffield. Khu vực theo truyền thống cũng là trọng tâm của Đảng Tự do, và từ thập niên 1980 đến thập niên 2010 hậu thân của họ là Đảng Dân chủ Tự do được hưởng lợi từ việc Đảng Bảo thủ không được ưa chuộng bằng việc đặt bản thân là lựa chọn trung dung cho tầng lớp lao động tại miền Bắc.
Trong trưng cầu dân ý về quyền thành viên EU năm 2016, toàn bộ ba vùng của Bắc Anh đều bỏ phiếu rời khỏi EU, giống như các vùng khác của Anh ngoài Luân Đôn. Tỷ lệ bỏ phiếu ở lại EU lớn nhất là 60,4% tại Manchester; tỷ lệ bỏ phiếu rời khỏi EU lớn nhất là 69,9% tại North East Lincolnshire. Tổng cộng, số phiếu ủng hộ rời khỏi EU tại các vùng Bắc Anh chiếm 55.9% – cao hơn các vùng Nam Anh và các quốc gia khác trong Anh Quốc, song thấp hơn Midlands hay East of England. Đảng Độc lập Anh Quốc (UKIP) theo chủ nghĩa hoài nghi châu Âu xác định bản thân là bên yêu cầu chính cho tầng lớp lao động tại các khu vực bầu cử miền Bắc, và về nhì tại nhiều nơi trong tổng tuyển cử năm 2015. UKIP ban đầu phải đấu tranh trong khu vực do chia phiếu với Đảng Dân tộc Anh Quốc (BNP) cực hữu, là đảng khai thác căng thẳng sắc tộc sau bạo loạn Bradford 2001 và các cuộc bạo loạn khác tại các thành phố miền Bắc. Năm 2006, 40% cử tri BNP sống tại Bắc Anh và cả hai nghị viên của BNP trúng cử Nghị viện châu Âu năm 2009 đều đến từ các khu bầu cử miền Bắc. Sau năm 2013, ủng hộ cho BNP tại khu vực sụp đổ do hầu hết cử tri chuyển sang UKIP. Các cử tri miền Bắc của UKIP lại chuyển hướng sau trưng cầu dân ý năm 2016, hầu hết họ trở lại với đảng mà họ trung thành trước đây.
Các chiến dịch về quyền tự trị khu vực cho miền Bắc nhận được ít ủng hộ của cử tri. Các kế hoạch của Công đảng dưới quyền Tony Blair nhằm tạo ra các hội đồng cấp vùng được phân quyền cho ba vùng miền Bắc bị bãi bỏ sau khi chính phủ thất bại trong trưng cầu dân ý về phân quyền tại North East England năm 2004 với số phiếu chống chiếm 78%. Các đảng theo chủ nghĩa địa phương là Đảng Yorkshire và Đảng North East chỉ giữ ghế trong cấp hội đồng xã và thị trấn, và Đảng Northern bị giải thể vào năm 2016, đảng này từng vận động cho một chính phủ miền Bắc được phân quyền với quyền lực lập pháp và kiểm soát hoàn toàn thu thuế và chi tiêu.

## Giao thông
Giao thông tại Bắc Anh được định hình theo dãy Pennine, tạo thành các trục nam-bắc mạnh dọc hai bên bờ biển và một trục đông-tây qua các đèo đất hoang của miền nam dãy Pennine. Bắc Anh là một trung tâm về vận chuyển hàng hóa và chuyên chở khoảng một nửa hàng hóa của Anh Quốc. Liên kết hành khách và hàng hóa giữa các thành phố Bắc Anh còn yếu kém, đây là một nhược điểm lớn của kinh tế miền Bắc.
Ban quản lý giao thông hành khách (PTE) trở thành thể chế chính trong tổ chức giao thông công cộng tại các khu vực thành thị miền Bắc; trong số sáu PTE tại Anh, có năm (Transport for Greater Manchester, Merseytravel, Travel South Yorkshire, Nexus Tyne and Wear và West Yorkshire Metro) nằm tại miền Bắc. Họ điều phối dịch vụ xe buýt, tàu hỏa và đường sắt nhẹ địa phương trong vùng của mình. Sau khi thông qua một đạo luật phân quyền vào năm 2016, Transport for the North được dự kiến trở thành một cơ cấu pháp định vào năm 2017, và sẽ được trao quyền điều phối các dịch vụ và cung cấp vé tích hợp khắp khu vực.

### Đường bộ

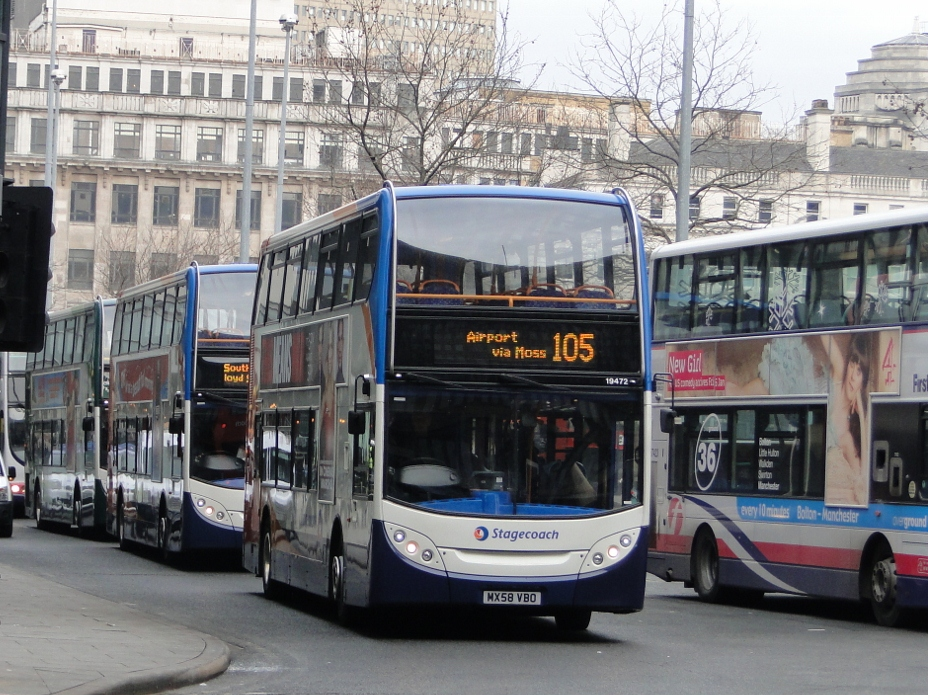
Hành lang xe buýt Wilmslow Road tại Manchester là một trong các tuyến xe buýt nhộn nhịp nhất tại châu Âu.

Đường tránh Preston được khánh thành năm 1958 là đường cao tốc đầu tiên tại Anh Quốc, và đến nay có một mạng lưới rộng khắp giúp liên kết các thành phố lớn của miền Bắc. Tuyến chính phía tây qua miền Bắc là M6, thuộc một chuỗi đường cao tốc từ Luân Đôn đến Glasgow, trong khi đường cao tốc chính phía đông là M1/A1(M), chạy xa về phía bắc đến Newcastle. M62 nối Liverpool, Manchester, Leeds và Hull qua dãy Pennine. Các tuyến đường bộ khác xuyên qua dãy Pennine tương đối nhỏ, và không có đường đôi nào nối giữa bờ đông và bờ tây tại phần lãnh thổ Anh nằm về phía bắc của M62, Bộ Giao thông Anh Quốc xác định điều này là một trở ngại đáng kể cho kinh tế miền Bắc. Trong nhiều trường hợp, các tuyến đường bộ hiện đại vẫn đi theo các tuyến từ thời cổ: Đường cao tốc M62 trùng lặp thực tế với tuyến đường La Mã giữa York và Chester, còn đường Great North vốn là tuyến xe ngựa từ Luân Đôn đến Scotland, nó trở thành đường A1 ngày nay.
Xe buýt là bộ phận quan trọng của giao thông miền Bắc, và lượt khách đi xe buýt tại ba vùng miền Bắc đều đạt trên tỷ lệ trung bình của Anh và Wales. Nhiều công ty xe buýt đô thị đặt tại Bắc Anh, và khu vực xảy ra cạnh tranh quyết liệt và các cuộc chiến xe buýt sau khi bãi bỏ quy định trong thập niên 1980 và 1990. Gia tăng sở hữu ô tô trong cùng giai đoạn khiến việc sử dụng xe buýt giảm đi, song nó vẫn cao hơn hầu hết các khu vực của miền Nam.

### Đường sắt
Bắc Anh đi tiên phong về giao thông đường sắt, các mốc lịch sử gồm có đường sắt Middleton 1758 tại Leeds, là tuyến cổ nhất vẫn tiếp tục hoạt động trên thế giới; đường sắt Stockton-Darlington năm 1825, là tuyến đường sắt công cộng đầu tiên sử dụng đầu máy hơi nước; và đường sắt Liverpool-Manchester năm 1830, là tuyến chính hiện đại đầu tiên. Ngày nay, khu vực còn lại nhiều tuyến đường sắt ban đầu, trong đó có các tuyến chính East Coast và West Coast và tuyến Cross Country. Số lượng hành khách trên các tuyến miền Bắc tăng trên 50% trong hơn 10 năm kể từ năm 2004 và Bắc Anh vận chuyển trên một nửa hàng chở bằng đường sắt của Anh Quốc, song hạ tầng thiếu thốn kinh phí so với đường sắt miền Nam: Các tuyến đường sắt tại Luân Đôn nhận £5426 mỗi cư dân vào năm 2015 trong khi North East nhận được £223 mỗi cư dân, và hành trình giữa các thành phố lớn chậm chạp và quá tải. Nhằm khắc phục, Bộ Giao thông Anh Quốc trao nhiều quyền lực của họ cho Rail North, một liên minh gồm các nhà cầm quyền địa phương từ Scottish Borders xuống đến Staffordshire. Liên minh này quản lý Northern Rail và TransPennine Express được nhượng quyền thương mại, các công ty này vận hành nhiều tuyến tại Bắc Anh. Trong khi đó, có các tuyến mới như Northern Hub quanh Manchester, High Speed 2 từ Manchester và Leeds đến Luân Đôn và High Speed 3 từ Liverpool đến Hull và Newcastle được lên kế hoạch nhằm tăng công suất trên các tuyến miền Bắc quan trọng và giảm thời gian hành trình.
Tuyến tàu điện đầu tiên tại Anh Quốc được xây dựng tại Birkenhead, khánh thành vào năm 1860. Tàu điện tỏ ra đặc biệt phù hợp với các thành phố miền Bắc, với các khu ngoại ô đang phát triển của tầng lớp lao động, và đến khi chuyển giao sang thế kỷ 20, hầu hết đô thị miền Bắc đã có một hệ thống tàu điện liên kết bao quát. Vào lúc đỉnh cao, có thể đi lại hoàn toàn bằng tàu điện từ Liverpool Pier Head đến làng Summit tại ngoại vi Rochdale, một khoảng cách 84 km, và một khoảng trống chỉ 11 km chia tách mạng lưới North-Western với mạng lưới West Yorkshire. Bắt đầu vào thập niên 1930, phần lớn các mạng lưới tàu điện bị thay thế bằng xe buýt động cơ và xe buýt chạy điện. Đến khi đóng cửa đường tàu điện Sheffield vào năm 1960 và đường tàu điện Glasgow vào năm 1962, đường tàu điện Blackpool trở thành hệ thống tàu điện công cộng duy nhất tại Anh Quốc và là một điểm thu hút du khách, song đến năm 1992 Manchester Metrolink cũng được khánh thành. Ngày nay có bốn hệ thống đường sắt nhẹ tại miền Bắc – Blackpool Tramway, Manchester Metrolink, Sheffield Supertram và Tyne & Wear Metro.

### Đường không
Sân bay Manchester giữ vai trò là cửa ngõ quốc tế chính cho Bắc Anh và là sân bay nhộn nhịp nhất trong số các khu vực của Anh Quốc nằm ngoài Luân Đôn, chuyên chở 25,6 triệu người vào năm 2016. Tổng cộng, có bảy sân bay quốc tế tại miền Bắc, xếp theo số hành khách là Manchester, Newcastle, Liverpool John Lennon, Leeds Bradford, Doncaster Sheffield, Humberside và Durham Tees Valley. Nhiều sân bay trong số này phát triển trong thời kỳ bùng nổi hàng không giá rẻ vào đầu thập niên 2000, song bị tổn thất do Đại suy thoái – Durham Tees Valley chỉ hoạt động với 3% công suất tối đa, và sân bay Blackpool đóng cửa trong vai trò sân bay quốc tế vào năm 2014.  Việc phân quyền đánh thuế hành khách hàng không cho Scotland tạo một mối đe dọa khả dĩ hơn nữa đối với các sân bay tại Bắc Anh, vì nó cho phép các sân bay Scotland cung cấp các chuyến bay rẻ hơn so với các đối thủ tại Anh. Một vài chuyến bay kiểu nan hoa vận hành giữa các sân bay miền Bắc và các trung tâm quốc gia tại Heathrow và Gatwick, gây thêm căng thẳng cho các sân bay miền Bắc nhỏ và buộc hành khách phải nối chuyến để đi sang các sân bay châu Âu lục địa. Nhà ga High Speed 2 được lên kế hoạch tại sân bay Manchester sẽ cung cấp dịch vụ tốc độ cao trực tiếp đến Luân Đôn, tạo công suất dư thừa tại sân bay Manchester để tiếp nhận một số chuyến bay đến các sân bay Luân Đôn vốn đang bị quá tải trầm trọng.

### Đường thủy
Tuyến kênh hiện đại đầu tiên tại Anh là suối Sankey, khánh thành vào năm 1757 nhằm kết nối các cảng của Liverpool đến các mỏ than St Helens. Đến năm 1777, kênh đào Grand Trunk được khánh thành, kết nối các sông Mersey và Trent và tạo khả năng để tàu thuyền đi thẳng từ Liverpool trên bờ biển phía tây đến Hull trên bờ biển phía đông. Manchester nằm cách biển 64 km song đã được nối đến biển Ireland thông qua kênh đào tàu thủy Manchester vào năm 1894, nhưng kênh đào chưa từng đạt được thành công như kỳ vọng. Miền Bắc còn giữ lại một số kênh đào có thể thông hành, trong đó có các kênh đào vành đai Cheshire, North Pennine và South Pennine, song chúng hiện chủ yếu được sử dụng cho mục đích thư giãn thay vì giao thông – một ngoại lệ hiếm hoi là Aire and Calder Navigation, nó chuyên chở 2 triệu tấn dầu, cát và sỏi mỗi năm.
Nhiều đô thị ven biển miền Bắc được xây dựng dựa trên thương mại, và duy trì các cảng biển lớn. Các cảng tại vùng cửa sông Humber là Grimsby và Immingham (tính là một cảng vì mục đích thống kê) nhộn nhịp nhất tại Anh Quốc xét về khối lượng, phục vụ 59,1 triệu tấn vào năm 2015, còn Teesport và cảng Liverpool cũng nằm vào hàng lớn nhất toàn quốc – tổng cộng, 35% vận chuyển hàng hoá Anh Quốc được chở bằng tàu thủy qua các cảng miền Bắc. Các chuyến phà roll-on/roll-off cung cấp kết nối hành khách và hàng hoá đến đảo Man và Ireland dọc bờ biển phía tây, còn các cảng trên bờ biển phía đông kết nối với Bỉ và Hà Lan, song các cảng miền Bắc chỉ vận chuyển một tỷ lệ nhỏ giao thông cơ giới của Anh Quốc.